# Cheyenne (Volk)

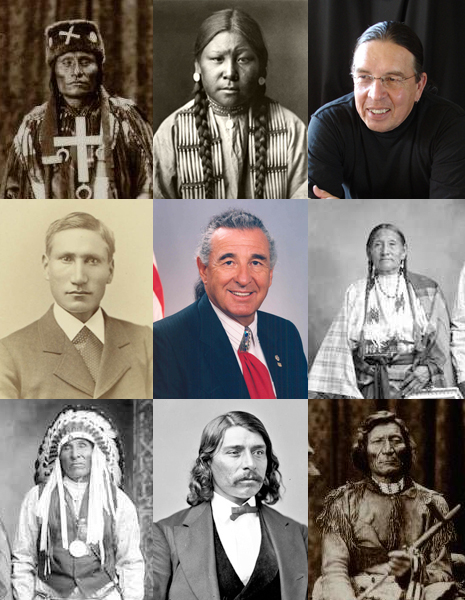
Gesichter des Cheyenne-Volks

Die Cheyenne sind ein Volksstamm der Indianer Nordamerikas, deren Vorfahren einst im Westen der Großen Seen im Gebiet des Kulturareals des nordöstlichen Waldlandes lebten, die jedoch zusammen mit den kulturell sowie sprachlich verwandten Arapaho dem Druck der mit Gewehren bewaffneten und militärisch überlegenen Ojibwe und Assiniboine nach Westen und Südwesten ausweichen mussten; ab 1750 waren beide Völker die dominante militärische sowie politische Macht der Central Great Plains und der Front Range im Westen von Nebraska und Kansas, im Südosten von Wyoming sowie im Osten von Colorado und gehörten als nomadische Plainsindianer zum Kulturareal der Prärien und Plains.
Historisch waren sie enge Verbündete der Arapaho, der Arikaree und später (ihrer einstigen Feinde) der Lakota-Sioux, Comanchen, Kiowa und Plains Apache. Zu ihren traditionellen Feinden zählten die Shoshone, Ute, Osage und Pawnee sowie insbesondere ihre Erzfeinde, die Crow.

## Name
Der Name „Cheyenne“ stammt vermutlich von der Bezeichnung Šahíyena aus der Sprache der Dakota Sioux (Náhtovonaho – „Nördliche Sioux“) und der Assiniboine und bedeutet „kleine Šahíya“. Obwohl die Identität der Šahíya nicht bekannt ist, meinen viele Stämme, dass damit entweder die Cree oder die Anishinabe (Ojibwe oder Chippewa) (die Cheyenne nannten sie: Sáhea'eo'o) gemeint sind oder ein Volk, das wie die Cree, Anishinabe und Cheyenne der Algonquian-Sprachfamilie angehörten. Auch die Assiniboine nannten sie Šahíyena, die Lakota-Sioux Šahíyela, die Arikaree kannten sie als Šaahéʾ, die Skidi-Föderation der Pawnee als Sáhi und die Südlichen Bands der Pawnee als Sáhe oder auch als Cárarat. Die Volksetymologie für „Cheyenne“ bedeutet „ein wenig wie eine fremde Sprache“ oder „Volk mit einer fremden Sprache“ (wörtlich: „Rotsprecher“). Die Cree bezeichneten die Cheyenne in ihrer Sprache als Kâ-nêhiyawêsicik (ᑳ ᓀᐦᐃᔭᐁᐧᓯᒋᐠ – „Volk, das ein bisschen Cree spricht“).
Die sprachlich, kulturell sowie politisch eng assoziierten Arapaho bezeichneten die Cheyenne hingegen als Hítesííno’ (“scarred ones” – „Jene, die Narben haben“, „Narbige“).
Die Cheyenne Nation oder Tsêhéstáno entstand laut ihren Überlieferungen aus ursprünglich drei verbündeten Stämmen, den Só'taeo'o oder Só'taétaneo'o (üblicherweise: Suhtai oder Sutaio; Einzahl: Só'taétane), den Tsétsêhéstâhese (üblicherweise: Tsitsistas, Einzahl: Tsétsėhéstaestse) und den sich diesen später angeschlossenen Masikota (Cheyenne-Lakota), die sich später in weiteren Bands aufteilten bzw. weitere Bands von benachbarten Stämmen aufnahmen. Die Bedeutung des Namens Tsétsêhéstâhese ist bis heute umstritten, manche Cheyenne meinen, er leite sich irgendwie von tsétsėhestase („Jene, die wie wir sind“ bzw. „Jene, die uns gleichen“) ab. Heute wird jedoch die Bedeutung meist einfach als „Volk“ wiedergegeben.
Für die Cheyenne selbst gehörten die Só'taeo'o / Só'taétaneo'o und Masikota zwar zur politisch geeinten Cheyenne Nation (Tsêhéstáno), jedoch wurden sie nicht als Tsétsêhéstâhese (Tsitsistas) betrachtet, sondern als verwandte und verbündete Völker, mit leicht abweichenden Sprachen bzw. Dialekten und Traditionen sowie eigenständiger Identität. Die Só'taeo'o / Só'taétaneo'o und Masikota wurden innerhalb der Cheyenne zu politisch und militärisch mächtigen Bands, und obwohl sie oft mit den anderen Bands zusammen umherzogen, bevorzugten sie es, in separaten Camps abseits der übrigen Cheyenne zu lagern; insbesondere die Só'taeo'o / Só'taétaneo'o waren dafür bekannt, nicht außerhalb (wie die anderen Cheyenne und Masikota), sondern nur innerhalb ihres Stammes zu heiraten, um ihre separate Identität und Sprache erhalten zu können. Erst auf Grund der starken Verluste durch Epidemien, Kriege, des Vordringens der Frontier sowie des Zusammenbruchs des politischen Systems der Cheyenne schlossen sich Überlebende dezimierter Bands anderen an, so dass die Só'taeo'o / Só'taétaneo'o ab ca. 1830 bereits ihre Sprache größtenteils aufgegeben hatten.

## Stammesgebiete
Die verschiedenen Bands und Lokalgruppen der Cheyenne durchstreiften große Gebiete der Great Plains; ihre Stammesgebiete reichten von den Black Hills (Mo'ôhtávo'honáéva – „Ort der schwarzen Felsen“) in South Dakota (Ho'óhomo'éno – „Land der Sioux“) und dem Powder River Country (Páeo'hé'e – “Gunpowder River” oder “Coal River”) in Montana (Ho'honáéšé'e – „felsiges Gebiet“) und Wyoming (Hetanévo'ēno – „Ort der Arapaho“), über die Flussgebiete des Platte River (Meneo'hé'e – “Moon Shell River”, der North Platte River wurde ebenfalls so genannt), des Republican River (Ma'êhóóhévâhtseo'hé'e – “Red Shield River”, so genannt, da hier die Krieger der Ma'ėhoohēvȧhtse (Red Shield Warriors Society) sich versammelten) und Smoky Hill River (Mano'éo'hé'e – “gather(timber) river”) der Central Great Plains im Westen von Nebraska und Kansas bis zum Arkansas River (Mó'soonêó'he'e – “Flint (Arrowpoint) River”) im Süden auf die Südlichen Plains im Osten Colorados und Westen Oklahomas (Heévȧhetanéno – „wirklich heißes Land“).
Die Cheyenne und Arapaho initiierten die Errichtung von Bent’s Fort im Jahr 1833 am oberen Arkansas River, um direkt bei den amerikanischen Händlern ihre Waren eintauschen zu können, um nicht auf andere Stämme als Zwischenhändler angewiesen zu sein; zudem wollten sie Zugang zu den Pueblo-Märkten in New Mexico sowie zu den riesigen Bisonherden und Mustangherden der Südlichen Plains von Texas, New Mexico und Oklahoma erreichen. Viele große und mächtige Bands zogen ab 1815 bis 1840 südwärts bis zum Arkansas River und etablierten sich hier als erfolgreiche Händler des Santa Fe Trails. Die im Norden zurückgebliebenen Bands streiften im Gebiet der Black Hills, des Powder River und des Yellowstone River (Mo'éheo'hé'e – “Elk River” – „Wapiti-Fluss“) und blieben meist nördlich des Platte River und des North Platte River, wobei die südwärts gezogenen Bands sich meist südlich des Platte River aufhielten und zwischen dem South Platte River (Vétaneo'hé'e – “Fat River” oder “Tallow River”) südwärts bis zum Arkansas River streiften.
Gegen 1840 hatten die nördlichen und südlichen Bands eine eigenständige Identität als Nördliche Cheyenne sowie als Südliche Cheyenne entwickelt. Die Grenze der Stammesgebiete war der South Platte River in Colorado – hier befand sich jedoch auch im Gebiet der heutigen Stadt Denver ein traditioneller Versammlungsplatz für beide Stammesgruppen der Cheyenne sowie ein wichtiger Handelsplatz für benachbarte Stämme (siehe auch: Southern und Northern Arapaho).
Hatten die einzelnen Bands der zwei Stammesgruppen sich trotzdem immer wieder gegenseitig besucht und kamen alle Bands während des Sonnentanzes sowie anderer Zeremonien zusammen, wurden diese Kontakte extrem erschwert, als mitten durch ihr Siedlungsgebiet entlang des Platte Rivers die berühmten Siedlertrecks auf dem Oregon Trail, Mormon Trail, California Trail und Bozeman Trail zogen (und viele Epidemien auslösten) sowie dieses ab Mitte des 19. Jahrhunderts durch die transkontinentale Eisenbahn (Ma'aataemeo'o – „eiserne Straße“) zerschnitten wurde. Durch mehrere Epidemien, das Vordringen der Siedler sowie das allmähliche Verschwinden der Bisons bereits geschwächt, brach der traditionelle Lagerkreis der Lokalgruppen und Bands auseinander.
Durch die Verträge von Fort Laramie 1851 und 1868 wurde die Trennung in Südliche Cheyenne und Nördliche Cheyenne von den USA offiziell anerkannt und festgeschrieben.

## Politische und Soziale Organisation

### Stammesgruppen und Bands der Cheyenne
Die Cheyenne Nation oder Tsêhéstáno unterteilte sich in zehn politisch, militärisch, kultisch sowie oftmals auch demographisch dominante manaho bzw. Bands, die aus mehreren Lokalgruppen (engl.: local groups) bestanden, die sich wiederum aus mehreren bzw. einer dominanten matrilinearen und matrilokalen Großfamilien (engl.: extended families) zusammensetzten; neben diesen zehn dominanten Bands gab es noch weitere kleinere Bands, die sich den Cheyenne anschlossen, jedoch politisch keine Rolle spielten. Im Winter spalteten sich die Bands in einzelne Lokalgruppen auf, die in zwar benachbarte, jedoch separate Winterquartiere zogen, um in der harten Jahreszeit über genügend Raum zur Jagd zu verfügen. Im Sommer und Herbst hingegen schlossen sich die einzelnen Lokalgruppen wieder zu Bands zusammen, um erfolgreich gemeinsam auf Bisonjagd zu gehen oder heiligen Zeremonien und Rituale zu unternehmen. In dieser Zeit kamen während des Sonnentanzes (Sun Dances) auch alle Bands der Cheyenne Nation zusammen und bildeten einen großen Lagerkreis (Tipi Ring), in dem jede Band ihren festgelegten und bestimmten Platz hatte.

### Nördliche Cheyenne (Northern Cheyenne)
Nördliche Cheyenne (Notameohmésêhese oder Notameohmésėhétaneo'o – „Nördliche Esser“, meist einfach als Ohmésêhese oder Ôhmésêheseo'o – „Esser“ bekannt)
- wahre Notameohmésêhese / Notameohmésėhétaneo'o („Nördliche Esser“, meist einfach als Ȯhmésėhese / Ôhmésêheseo'o oder einfach Omísis – „Esser“, so genannt, da sie als große Jäger bekannt waren, über reichlich Nahrung verfügten und somit eine große Anzahl von Menschen ernähren konnten, größte und bevölkerungsreichste Band der Cheyenne, ihre Stammesgebiete reichten von den westlichen und nördlichen Black Hills in South Dakota westwärts bis ins Powder River Country in Montana und Wyoming, teilten sich diese Gebiete meist mit den Totoemanaho und Nördlichen Só'taeo'o, durch Heiraten hatten sie starke familiäre Kontakte mit den Lakota Sioux; heute sind sie – zusammen mit den Nördlichen Só'taeo'o – die einflussreichste Band unter den Northern Cheyennes)
- Nördliche Oévemanaho / Oivimána (Nördliche Oévemana – “Northern Scabby”, Scabby – „schorfig, räudig“, auch wiedergegeben als “Northern Scalpers” – “(Nördliche) trickreiche/manipulierende Händler”, da sie als gute Händler bekannt waren; leben heute in und rund um Birney, Montana (Oévemanâhéno – ″scabby-band-place″) nahe dem Zusammenfluss von Tongue River und Hanging Woman Creek im Südosten der Northern Cheyenne Indian Reservation)
- Nördliche Só'taeo'o / Só'taétaneo'o (meist Nördliche Suhtai / Sutaio, heirateten nur andere Só'taeo'o (Nördliche wie Südliche) und siedelten immer separat von den anderen Cheyenne Bands, unterhielten engste Kontakte zur Notameohmésêhese Band, lebten zusammen mit diesen und den Totoemanaho zwischen den nördlichen und westlichen Black Hills in South Dakota westwärts bis ins Powder River Country in Montana und Wyoming, blieben meist nördlich des Platte River, auf Grund der besseren Jagdgründe im Norden waren sie bedeutend größer als die Südlichen Só'taeo'o / Só'taétaneo'o; leben heute in und rund um Birney (Oévemanâhéno – “scabby-band-place”) in Montana und sind heute – zusammen mit den Notameohmésêhese – die einflussreichste Band unter den Northern Cheyennes)
  - erste Subband
  - zweite Subband

kleinere, weniger bedeutende nördliche Bands (nicht repräsentiert im Council of Forty-Four):
- Anskówînîs / Anskowinis (“Narrow Nose”, “narrow-nose-bridge”, benannt nach ihrem ersten Häuptling, dessen korrekter Name “Broken Dish” lautete, jedoch unter seinem Spitznamen Anskówînîs allgemein bekannt war, sie trennten sich von den Ôhmésêheseo'o auf Grund eines Streits)
- Mo'ȯhtávėhetaneo'o / Moktavhetaneo (Mo'ôhtávêhetane – „Schwarzhäutige Leute“ oder „Ute-ähnliche Leute“, so genannt, da sie dunkelhäutiger waren als andere Cheyenne und daher für diese mehr den Ute (Mo'ȯhtávėhetaneo'o) ähnelten, auch als „Leute der Berge“ wiedergegeben – was ebenfalls auf die Ute verweist, die westlich der Cheyenne in den Bergen Colorados wohnten, vielleicht Nachkommen von Ute-Gefangenen; leben heute im Lame Deer, Montana (Mo'ȯhtávȯheomenéno – “black-lodge-place”) district auf der Northern Cheyenne Indian Reservation; da Lame Deer zugleich Stammesregierungssitz ist und hier einst die Rationen verteilt wurden, wird es auch als Meaveʼhoʼeno – “the giving place” oder “giving-whiteman-place” bezeichnet)
- Ononeo'o / Ononeo („Arikara People“ oder „Ree Band“, da viele Mischehen mit den östlich lebenden halbsesshaften Arikara (Ree) und Mandan bestanden, einst stark mit den Masikota (einer Cheyenne-Lakota Band) verbunden und assoziiert, so dass sie manchmal auch als Teil der Masikota betrachtet wurden; heute leben sie im sog. Rosebud/Ree district (Ónoneo'o), der politisch Teil des Muddy Creek districts, zwischen Busby und Muddy Creek, einige sind auch im Lame Deer district (Mo'ȯhtávȯheomenéno – “black-lodge-place”) ansässig)
- Totoemanaho / Totoimana (Totoemana, Tútoimanáh – “Backward Clan”, “Shy Clan” oder “Bashful Clan” – „rückständiger, schüchterner Clan“, „schüchterner, verlegener Clan“, auch übersetzt als “Reticent Band” und “Unwilling Band”, so benannt, da sie es bevorzugten separat unter sich zu campen, lebten in den nördlichen und westlichen Black Hills und entlang des Tongue River (Vétanovéo'hé'e – „Zungen-Fluss“), wanderten zusammen mit den Notameohmésêhese und Nördlichen Só'taeo'o westwärts bis zum Powder River Country in Montana und Wyoming, durch Heiraten hatten sie starke familiäre Kontakte mit den Lakota Sioux; leben heute in und rund um Ashland (Vóhkoohémâhoéve'ho'éno, vormals Totoemanáheno – „Ort der Totoemanaho“ genannt) gerade östlich der Grenze der Northern Cheyenne Indian Reservation)
- Vóhpoométaneo'o / Woxpometaneo (Voxpometaneo – „Volk entlang des White River“, „White River Cheyenne“, benannt nach dem White River (Vóhpoome) in der Pine Ridge im Nordwesten Nebraskas und South Dakotas, auch nach einer bedeutenden Großfamilie als Wóopotsît oder Wóhkpotsit – „Weißer Wolf“, „Weißes schlaues Volk“, hatten enge familiäre Kontakte mit den Oglala-Lakota, die Mehrheit zog zu ihren Cheyenne-Verwandten und siedelte 1891 südlich der heutigen Geisterstadt Kirby, Montana nahe dem Oberlauf des Rosebud Creek außerhalb der heutigen Reservation, heute jedoch leben sie meist in und rund um Busby (Vóhpoométanéno – „Ort der Vóhpoométaneo'o“) auf der Northern Cheyenne Indian Reservation, einige jedoch blieben bei ihren Oglala Lakota-Verwandten auf der Pine Ridge Reservation und sind daher auch als Tsėhésė-ho'óhomo'eo'o – „Cheyenne-Sioux“ bekannt)

### Südliche Cheyenne (Southern Cheyenne)
Südliche Cheyenne (Heévâhetaneo'o – “Roped People”, “Haire Rope Men”, “Hairy People” – benannt nach der größten und bevölkerungsreichsten Band, auch als “Fur Men” – „Volk des (Pelz)Handels“ bekannt, da sie führend am Pelzhandel entlang des Santa Fe Trails bei Bent’s Old Fort teilnahmen, meist jedoch einfach als Sówoniá – „das Südliche Volk“ oder “die Südlichen” bekannt)
- wahre Heévâhetaneo'o / Hevhaitaneo (Hévhaitanio, waren eng assoziiert und hatten enge familiäre Kontakte mit Südlichen Arapaho (Southern Arapaho), bekannt als große Krieger und unter den Cheyenne als beste Pferdezähmer und Perdediebe bei benachbarten Stämmen bekannt – insbesondere von den pferdereichen Kiowa (Vétapâhaetó'eo'o – “greasy-wood-ones”) und Comanche (Šé'šenovotsétaneo'o – „Schlangen-Volk“), sie initiierten 1826 unter ihrem Häuptling Yellow Wolf (Ho’néoxheóvaestse) – zusammen mit einigen Arapaho – die Wanderung einiger bedeutender Bands südlich des Platte Rivers zum Arkansas River und der Etablierung von Bents Fort an dessen Oberlauf, ihre Stammesgebiete lagen zwischen denen der Südlichen Oévemanaho im Westen, der Wotápio im Osten und der Dog Soldiers (Hotamétaneo'o) und Hesé'omeétaneo'o im Norden, erlitten schwere Verluste während der Cholera-Epidemie von 1849, nochmals etwa die Hälfte der Überlebenden wurden beim Sand-Creek-Massaker von 1864 getötet, einschließlich der Häuptlinge Yellow Wolf und dessen Bruder Big Man; heute sind sie die vorherrschende Band unter den Southern Cheyennes)
- Hesé'omeétaneo'o / Hisiometaneo (Hisíometanio oder Issiometaniu – “Ridge People/Men”, “Hill Band” – „Volk in den Hügelketten“, ursprünglich Teil der Heévâhetaneo'o, auch bekannt als “Pipestem (River) People”, hatten ebenfalls enge familiäre Kontakte zu den Oglala und Sičháŋǧu (Brulé) Lakota, erst lebten sie direkt südlich der Masikota entlang des Niobrara River nördlich des North Platte River in Nebraska, später zogen sie südwärts in das sogenannte hill country entlang des Upper Smoky Hill River und nördlich des Upper Arkansas River in Colorado – in Gebiete meist westlich der eng mit ihnen assoziierten Südlichen Só'taeo'o und Dog Soldiers (Hotamétaneo'o) Bands und nördlich der Südlichen Oévemanaho und Heévâhetaneo'o, streiften manchmal zusammen mit Comanche südwärts bis auf den Llano Estacado (Staked Plains), erlitten unter Häuptling White Antelope bei Sand Creek große Verluste)
- Heviksnipahis / Iviststsinihpah (“(Burnt) Aorta People” – „Aorta-Volk“ oder „Verbrannte Aorta-Volk“, lt. Überlieferung wurde in einer Notlage eine geröstete Aorta eines Bison-Herzens als Tabakpfeife verwendet, als Bewahrer und Schützer der Sacred Arrows („Heiligen Pfeile“ – auch „Medizinpfeile“ genannt) wurden sie von anderen Bands auch als “Arrow People” bezeichnet und als die wahren Tsétsêhéstâhese / Tsitsistas betrachtet, ursprünglich lebten sie entlang der Nebenflüsse des Cheyenne Rivers (des Antelope Creek und Dry Fork Creeks) sowie entlang dessen Oberlaufs sowie in den südlichen und östlichen Black Halls im Nordosten Wyomings, zogen zwischen 1815 und 1825 südwärts ins Gebiet zwischen dem North und South Platte River im Südosten Wyomings und Nordosten Colorados sowie im Südwesten Nebraskas – was geografisch sinnvoll war, da ihre Stammesgebiete nun für alle Bands eine zentrale Lage einnahmen und für die jährliche Durchführung der Rituale und Zeremonien aller Bands bequem erreichbar waren, später zogen sie nochmals weiter südwärts und siedelten nun zwischen den Dog Soldiers (Hotamétaneo'o) im Norden, den Oo'kóhta'oná im Südosten, den Hónowa und Wotápio im Süden, da unter ihnen die Kit Fox / Swift Fox Warrior Society (Mótsėsóonetaneo'o oder Mótsėsóonetaneo'o) – wie ebenfalls unter den Nördlichen Cheyenne – dominierte, hatten sie enge familiäre Kontakte zu Oglala und Sičháŋǧu (Brulé) Lakota, da unter diesen die dominante Kriegergesellschaft ebenfalls die Kit Fox Society (in Lakota: Toka'la) war)
- Hónowa / Háovȯhnóvȧhese / Nėstamenóoheo'o (Háovôhnóva, Hownowa, Hotnowa – „Armes Volk“, auch bekannt als “Red Lodges People”, lebten südlich der Oo'kóhta'oná und östlich der Wotápio)
- Südliche Oévemanaho / Oivimána (Südliche Oévemana – “Southern Scabby”, Scabby – „schorfig, räudig“, so genannt, da ihr Häuptling angeblich eine Hautinfektion nach Verwendung einer räudigen Büffelhaut als Satteldecke entwickelte, auch wiedergegeben als “Southern Scalpers” – „(Südliche) trickreiche/manipulierende Händler“, da sie als gute Händler bekannt waren, ursprünglich Teil der Heévâhetaneo'o, hatten ebenfalls enge familiäre Kontakte mit den Südlichen Arapaho (Southern Arapaho), zogen zusammen unter Führung der Heévâhetaneo'o unter deren Häuptling Yellow Wolf 1826 südlich des Platte River zum Arkansas River, lebten südlich der Hesé'omeétaneo'o und westlich der Heévâhetaneo'o, unter Häuptling War Bonnet verloren sie die Hälfte ihrer Stammesmitglieder beim Massaker von Sand Creek; heute leben sie nahe Watonga (Tséh-ma'ėho'a'ē'ta – “where there are red (hills) facing together”, auch einfach als Oévemanâhéno – „Ort der Oévemanaho“ bekannt) und Canton, Blaine County, auf Land der früheren Cheyenne and Arapaho Indian Reservation in Oklahoma)
- Masikota (“Crickets”, “Grasshoppers”, auch als “Grey Hair(ed) band”, “Flexed Leg band” oder “Wrinkled Up band” bekannt, ihr Name leitet sich wahrscheinlich aus den Lakȟótiyapi-Wörtern mazi („Eisen“) und kute („schießen“) ab, wörtlich: Mazikute – „Jene die mit Eisen (Waffen) schießen“, vermutlich ursprünglich eine Lakota Band, die sich später den Cheyenne anschloss, unterhielten weiterhin durch viele gegenseitige Heiraten engste familiäre Kontakte mit Oglala Lakota und Sičháŋǧu (Brulé) Lakota und waren unter den Lakota als Sheo bekannt, lebten entlang des White River südöstlich der Black Hills, da sie die erste Band auf den Plains waren, wurden sie auch First Named genannt, während der Cholera-Epidemie von 1849 fast ausgelöscht, schlossen sich die wenigen Überlebenden der – damals geächteten und von Stammeszusammenkünften verbannten Militär-bzw. Kriegergesellschaft – der Hundesoldaten (Dog Soldiers/Hotamétaneo'o) an, diese übernahmen als Band nun den Platz der Masikota im Lagerkreis sowie im Council of Forty-Four, waren als Teil der Dog Soldiers (Hotamétaneo'o) nicht anwesend während des Massakers am Sand Creek von 1864 – da hier meist die auf Ausgleich mit den Amerikanern gesinnten Bands lagerten, nahmen führend im sogenannten Colorado War (1863 bis 1865) sowie an Rachezügen entlang des Platte Rivers der verbündeten Cheyenne, Arapaho und einiger Brulé und Oglala Lakota teil, verloren ihre militärische und politische Bedeutung nach der Niederlage in der Schlacht von Summit Springs von 1869)
- Oo'kóhta'oná / Ohktounna (Oktogona, Oktogana, Oqtóguna oder Oktoguna – “Bare Legged” – „entblöste Beine“, “Protruding Jaw” – „vorstehende Kiefer“, beschreibt die Art des ihnen eigenen Tanzes, Deer Dance genannt, der im Vorfeld eines Krieges aufgeführt wurde, einst stark mit den Masikota (einer Cheyenne-Lakota Band) verbunden und assoziiert, so dass sie manchmal auch als Teil der Masikota betrachtet wurden – dies ist jedoch unwahrscheinlich, da sie genauso wie diese Stimmrecht im Council of Forty-Four hatten, lebten nördlich der Hónowa und südlich der Heviksnipahis, wurden fast durch die Cholera-Epidemie von 1849 ausgelöscht, wahrscheinlich schlossen sich die wenigen Überlebenden ebenfalls den Dog Soldiers (Hotamétaneo'o) an)
- Wotápio / Wutapai (vermutlich vom Lakȟótiyapi-Wort Wutapiu („Jene, die mit Lakota Sioux essen“), „Halbe Cheyenne“, „Cheyenne-Sioux“, vermutlich ursprünglich – wie die Masikota – eine Lakota Band, die sich später den Cheyenne anschloss, waren bereits 1820 südwärts zum Arkansas River in Colorado gezogen, etablierten hier durch Vermittlung der bereits südwärts gezogenen Südlichen Arapaho (die durch Heiraten mit den nördlichen Bands der Kiowa verbündet waren) ebenfalls eine starke Allianz mit den Kiowa, unter denen sie seither oft heirateten und in gemeinsamen Camps lagerten – hierdurch entwickelten und identifizierten sie sich zu einer Cheyenne-sprachigen (manche sprachen auch Lakȟótiyapi und Kiowa) Cheyenne-Kiowa Band mit Lakota-Wurzeln, durch das Vordringen der mächtigen Heévâhetaneo'o und Südliche Oévemanaho nach Süden ab 1826 begann ein heftiger Krieg zwischen den Südlichen Cheyenne und Südlichen Arapaho und den Kiowa, Plains Apache und Comanche um die Herrschaft um die Plains-Gebiete rund um den Arkansas River, die Wotápio mussten sich nun zwischen ihren Kiowa-Verwandten und den Cheyenne entscheiden – und nahmen an den entscheidenden Kriegszügen für die Cheyenne teil, ihre Jagdgründe lagen zwischen den Hónowa im Osten, den Heévâhetaneo'o im Westen und den Heviksnipahis im Norden, erlitten die größten Verluste während des Sand-Creek-Massakers von 1864)
- Südliche Só'taeo'o / Só'taétaneo'o (meist Südliche Suhtai / Sutaio, heirateten nur andere Só'taeo'o (Südliche wie Nördliche) und siedelten immer separat von den anderen Cheyenne Bands, teilten sich zusammen mit der sich entwickelnden Dog Soldiers (Hotamétaneo'o) Band Stammesgebiete entlang des Smoky Hill River, Saline und des Solomon Rivers im Norden von Kansas, ihre bevorzugten Jagdgründe lagen jedoch nördlich der Gebiete der Dog Soldiers (Hotamétaneo'o) entlang des Oberlaufs des Republican River insbesondere entlang des Beaver Creek, der zudem ein wichtiger spiritueller Platz war, die Hesé'omeétaneo'o – zu denen sie vor ihrer starken Bindung an die Dog Soldiers (Hotamétaneo'o) – engste Kontakte pflegten, lebten meist westlich und nordwestlich von ihnen)
  - erste Subband
  - zweite Subband

kleinere, weniger bedeutende südliche Bands (nicht repräsentiert im Council of Forty-Four):
- Moiseo / Moiseyu (Monsoni – “Flint-Men”, benannt nach der unter ihnen vorherrschenden Militärgesellschaft der Flintmen Society (Motsêsóonetaneo'o), auch als Otata-voha – „Blaue Pferde“ bezeichnet, benannt nach dem gleichnamigen ersten Soldier Chief der Coyote Warriors Society (O'ôhoménotâxeo'o) – beide waren Zweige der Fox Warriors Society (Vóhkêséhetaneo'o / Monêsóonetaneo'o), einer der vier ursprünglichen Militärgesellschaften der Cheyenne, auch als “Flies” bekannt, ursprünglich eine Dakota Sioux Band aus Minnesota, der größte Teil schloss sich jedoch gegen ca. 1815 wieder Dakota Sioux Bands in Minnesota an, der kleinere Teil blieb bei den Cheyenne und war meistens stark mit der ebenfalls Lakota Sioux-stämmigen Wotápio Band assoziiert)
- Ná'kuimana / Nakoimana (Nakoimanah – „Volk des Bären, Bären-Volk“)

### Dog Soldiers Band (Central / Middle Cheyenne)
Durch die schwere Cholera-Epidemie von 1849 wurden schätzungsweise fast die Hälfte der Südlichen Cheyenne getötet und die einst mächtigen Masikota sowie die kleinere Oo'kóhta'oná / Ohktounna Band (beide zählten zu den politisch einflussreichen zehn Cheyenne Bands) fast ausgelöscht, so dass sich deren Überlebenden der – damals auf Grund eines Totschlags ihres Anführers Porcupine Bear geächteten und von Stammeszusammenkünften verbannten – Militär-bzw. Kriegergesellschaft der Hundesoldaten (Dog Warrior Society oder Hotamétaneo'o) anschlossen; diese fungierten nun als eigenständige Band unter den Südlichen Cheyenne und nahmen nach 1850 während der Stammeszusammenkünften den Platz der Masikota Band innerhalb des Lagerkreises (Tipi-Rings) sowie im Council of Forty-Four (Rat der Vierundvierzig) ein. Sie beanspruchten nun als Stammesgebiete die Oberläufe des Republican River und Smoky Hill River und lagerten entlang des Saline und des Solomon Rivers im Süden Nebraskas, im Norden Kansas und im Nordosten des Colorado-Territoriums. Da die von ihnen dominierten Gebiete geografisch zwischen denen der Nördlichen und der Südlichen Cheyenne lagen, wurden die nun als Band agierenden Dog Warriors (Hotamétaneo'o) als Central / Middle Cheyenne bezeichnet.
Zwischen 1838 und 1869 entwickelte sich die Dog Warrior Society (Hotamétaneo'o) Band zur größten und politisch mächtigsten Society unter den Cheyenne und nahmen führend an den letzten Kämpfen gegen die Amerikaner in Kansas, Nebraska, Colorado und Wyoming teil (wie im sog. Colorado War von 1863 bis 1865), während der immer mehr erbittert geführten Kämpfe spalteten sie sich vom eigentlichen Stammesverband der Cheyenne Nation ab und führten auf eigene Faust einen unerbittlichen Guerilla-Krieg ohne Rücksicht auf Beschlüsse oder Wünsche der anderen Bands sowie der führenden – meist auf Ausgleich mit den Amerikanern bedachten – Häuptlinge.
Daher waren sie nicht während des Sand Creek Massakers von 1864 (ca. 70 bis 163 Cheyenne wurden getötet, darunter fast zwei Drittel Frauen und Kinder) anwesend, da hier meist die auf Ausgleich mit den Amerikanern gesinnten Bands lagerten (die Wotápio / Wutapai unter Black Kettle erlitten die größten Verluste, vielleicht die Hälfte der Heévâhetaneo'o unter Yellow Wolf und Big Man und der Südliche Oévemanaho unter War Bonnet sowie viele der Hesé'omeétaneo'o unter White Antelope wurden getötet). Bei diesem Massaker hatten zudem acht Häuptlinge des Rats der Vierundvierzig sowie mehrere Anführer der Militärgesellschaften den Tod gefunden, unter ihnen befanden sich größtenteils diejenigen, die für Frieden mit den weißen Siedlern und der amerikanischen Regierung eingetreten waren. Dies bewirkte, dass das traditionelle politische und soziale System der Cheyenne immer mehr erodierte und die Militärgesellschaften bald die Politik dominierten und sich in ihrer militanten Haltung gegenüber jeglichen Ausgleich oder Vertrag mit den Weißen bestärkt sahen.
Nun schlossen sich der Dog Warrior Society (Hotamétaneo'o) Band nicht nur Krieger der anderen Militärgesellschaften an, sondern oftmals ganze Familienverbände der Moiseo / Moiseyu und Heviksnipahis Bands; da unter diesen Bands die beiden Zweige der Kit Fox / Swift Fox Warrior Society dominierten, waren viele Mitglieder dieser Bands – ebenso wie die Dog Warriors selbst – eng mit Angehörigen der Kit Fox Society (in Lakota: Toka'la) Familien der Oglala und Brulé der Lakota-Sioux verwandt.
Nach diesem für das politische System der Cheyenne verheerenden Massaker unternahm die Dog Warrior Society (Hotamétaneo'o) Band unter ihren Häuptlingen Tall Bull (Hotóa'ôxháa'êstaestse, * 1830 – 11. Juli 1869) und White Horse zusammen mit verbitterten Kriegern der Cheyenne und Arapaho sowie mit ihnen familiär eng verwandten Oglala und Brulé Lakota (die meisten Dog Warriors (Hotamétaneo'o) waren Cheyenne-Lakota) an Rachezügen entlang des Platte Rivers teil, oftmals unter Führung des berühmten Kriegers Roman Nose (Vóhko'xénéhe, Woqini oder Woquini – “Hook Nose” Höckernase (Adlernase), ca. * 1823 – 17. September 1868), einem Mitglied der Elk Warriors Society (oftmals: Crooked Lance Soldiers) der Nördlichen Cheyenne. Das erneute Massaker am Washita von 1868 (Schätzungen reichen von 13 bis zu 150 getöteten Cheyenne, meist Frauen; 53 Frauen und Kinder wurden gefangen genommen) erbitterte die Stämme noch mehr, so dass die Vergeltungszüge zwischen dem Platte River und dem Arkansas River fortsetzten. Nach der Niederlage in der Schlacht von Summit Springs vom 11. Juli 1869, in der ca. 35 Krieger einschließlich Häuptling Tall Bull getötet wurden, verloren sie jedoch ihre militärische und politische Bedeutung und schlossen sich danach größtenteils wieder den versprengten und dezimierten Bands der Südlichen Cheyenne an, eine kleine Gruppe schloss sich den Nördlichen Cheyenne an.

### Ethnogenese der Cheyenne Nation (Tsêhéstáno)

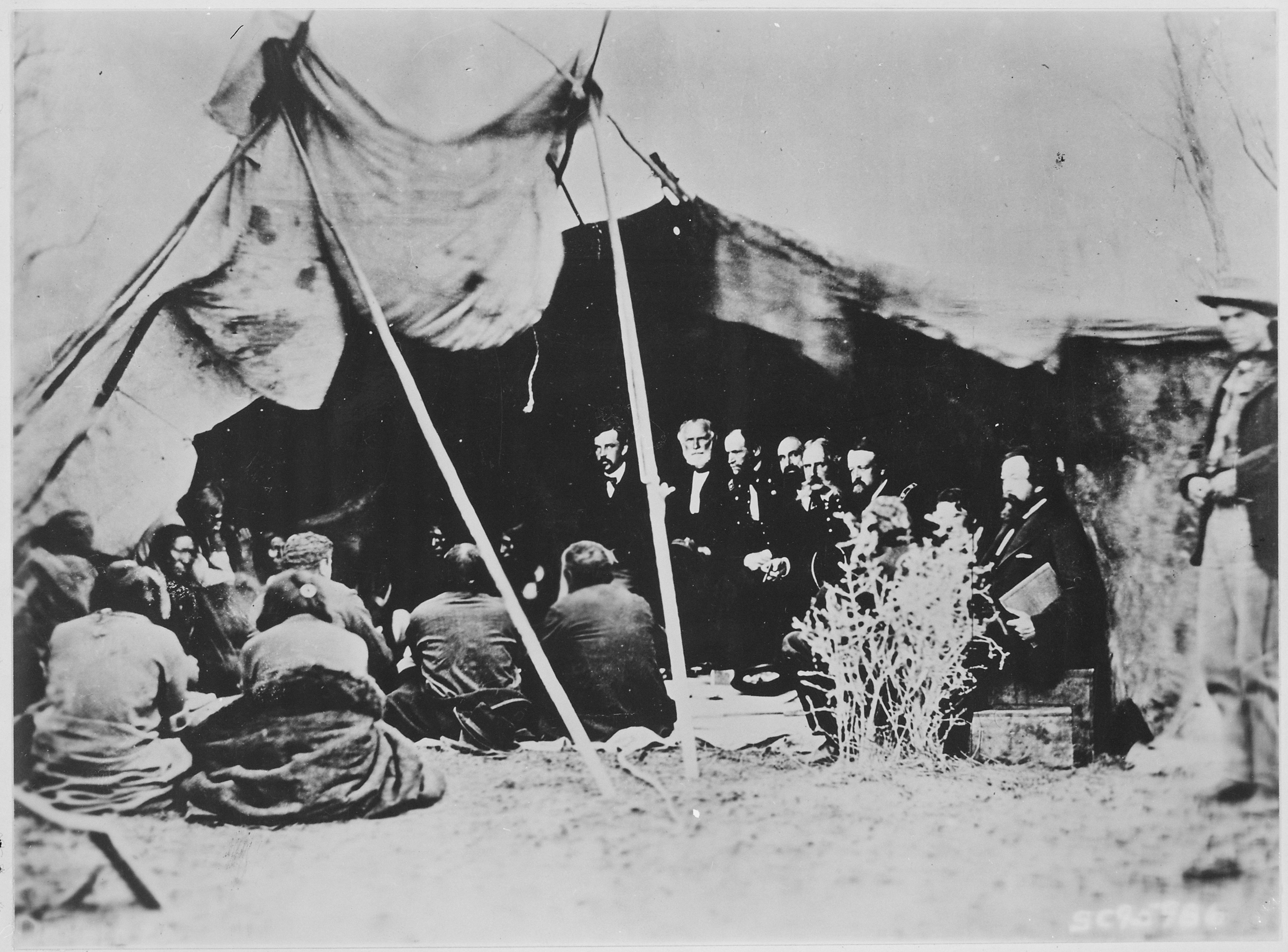
Fort-Laramie-Vertrag (1868)

Im Unterschied zu anderen Stämmen der Plains und Prairie – wie z. B. den mächtigen Comanche – traten beide – Cheyenne sowie Arapaho – bereits frühzeitig als politisch sowie kulturell geeinter Sozialverband auf; hierbei bildeten beide jedoch keine nach europäischem Verständnis homogenen Völker oder Nationen, bestanden die Cheyenne doch ursprünglich aus drei ethnisch, sprachlich sowie kulturell-religiös unterschiedlichen Völkern (Tsétsêhéstâhese, den Só'taeo'o/Só'taétaneo'o sowie den Masikota) und die Arapaho aus vier (Nanwacinaha'ana, Hánahawuuena, Hinono'eino und Beesowuunenno'). Während die meisten anderen indigenen Völker der Plains und Prairie in politisch autonome Bands und Lokalgruppen zerfielen – mit prominenter Ausnahme der Kiowa – waren die Bands beider Völker politisch (gemeinsamer Stammesrat sowie Wahl von Häuptlingen) sowie kultisch-religiös (Zusammenkunft aller Bands zu zentralen Ritualen wie z. B. dem Sonnentanz) geeint und hatten durch weitere soziale Systeme und Organisationen (wie Militär- oder auf Alter basierende Gesellschaften) eine politisch-soziale Idee von einer geeinten Nation bzw. einem Stamm aufgebaut.
Auf ihrer langen Wanderung nach Westen auf die Plains schlossen sich den Cheyenne Bands oftmals Bands, Lokalgruppen bzw. Großfamilien benachbarter – jedoch ethnisch und sprachlich verschiedener – Stämme an; es kam jedoch auch vor, dass sich zeitweise oder für immer kleinere Cheyenne Bands ebenfalls von den Cheyenne abspalteten und sich anderen Völkern anschlossen; so hatten insbesondere Bands der Nördlichen Cheyenne familiäre Kontakte zu Lakota-Sioux (oder waren ursprünglich Lakota) und die Südlichen Cheyenne oftmals zu Südlichen Arapaho und Kiowa – so dass es üblich war, in einem Cheyenne Camp mehrere Sprachen zu hören, darunter insbesondere Arapaho (Hinónoʼeitíít / Heenetiit) als Handelssprache und später Lakȟótiyapi der Lakota-Sioux (da die amerikanischen Regierungsvertreter meist Varianten der Sioux-Sprachen beherrschten).
Manchmal wurden Gefangene fremder Stämme als Band innerhalb der Cheyenne Nation integriert – so wie die Mo'ȯhtávėhetaneo'o Band, deren Angehörige mehrheitlich vermutlich einst gefangene Ute waren. Andererseits übernahmen die Cheyenne von den halbsesshaften Stämmen der Arikara (Ree) und Mandan entlang des Missouri Rivers (und dessen Nebenflüssen) vermutlich auch Kulturtechniken (Ackerbau und Anbau von Tabak) sowie politische und religiöse Rituale bzw. Zeremonien (die Institution des Council of Forty-Four, die Militärgesellschaften sowie die Maahótse (Sacred Arrows)); als die Cheyenne weiter westwärts zogen, hatte sich unter ihnen die Ononeo'o Band etabliert, die durch Mischehen von Cheyenne mit Arikara (Ree) und Mandan entstanden war.
Wie bereits erwähnt, schlossen sich die militärisch und politisch mächtigen Masikota und Wotápio Bands (beide ursprünglich Lakota-Sioux) und die kleinere Moiseo Band (ursprünglich Dakota Sioux) den Cheyenne an; dies ermöglichte wiederum den Notameohmésêhese, Totoemanaho, Vóhpoométaneo'o sowie den Hesé'omeétaneo'o und Heviksnipahis Bands ebenfalls enge familiäre und politische Allianzen mit Lakota Sioux (insbesondere Oglala und Sičháŋǧu (Brulé) Lakota) zu schließen. Als die Heévâhetaneo'o und Südlichen Oévemanaho Bands südwärts bis zum Arkansas River vorstießen suchten sie ihre Stellung ebenfalls durch eine starke militärisch-politische Allianz mit den bereits dort siedelnden Südlichen Arapaho (die durch Heiraten mit den nördlichen Bands der Kiowa verbündet waren) zu festigen. Zu diesem Zeitpunkt hatte jedoch die bereits vorher nach Süden vorgedrungene Wotápio (Cheyenne-Lakota) Band – durch Vermittlung der Arapaho – innerhalb der einst feindlichen Kiowa geheiratet, mit denen sie seither oftmals in gemeinsamen Camps lagerten und sich bald als eine Cheyenne-Kiowa-Band (mit Lakota-Wurzeln) identifizierten (manche sprachen auch Lakȟótiyapi und Kiowa).
Vermutlich stießen die Cheyenne-Lakota Bands ebenfalls am Missouri River Ende des 18. Jh. auf die sprachlich eng verwandten Só'taeo'o / Só'taétaneo'o (meist: Suhtai / Sutaio), die sich nach anfänglichen Feindseligkeiten den Cheyenne Bands anschlossen – und Teil der Cheyenne Nation (Tsêhéstáno) wurden. Jedoch hatten die Só'taeo'o / Só'taétaneo'o – um ihre separate ethnische, sprachliche sowie kulturelle Identität gegenüber den anderen Bands bewahren zu können – abweichenden Heiratsregeln, die es ihnen nur erlaubten, endogam (innerhalb) ihrer eigenen Gemeinschaft zu heiraten und nicht exogam (außerhalb) unter benachbarten Cheyenne Bands oder Stämmen.
Daher erfolgte die Integration der Só'taeo'o / Só'taétaneo'o nicht mittels gegenseitiger politisch motivierter Heiraten; laut mündlicher Überlieferung der Cheyenne werden die Tsétsêhéstâhese (und Masikota) und die Só'taeo'o durch zwei Kulturheroen bzw. Propheten charakterisiert und repräsentiert, die Stifter von Kultur, ein Medium kultureller Veränderung sowie Repräsentanten der männlichen sowie weiblichen Macht (und Geschlechter) zugleich sind. Diese beiden Kulturheroen erhielten vom obersten Gott Ma'heo'o (“Sacred Being, God”, meist als Maheo, Mahiu wiedergegeben, vor der Missionierung wurde der Plural Ma'heono benutzt) oder He'emo (“Goddess, Female Sacred Being, God”, der Só'taeo'o-Bezeichnung) verschiedene heilige Stammesobjekte, die jeweils in einem heiligen Medizinbündel aufbewahrt wurden.
Der Tsétsêhéstâhese Kulturheros Motsé'eóeve (“Sweet Medicine Standing”, “Sweet Root Standing”, meist bekannt als Sweet Medicine) erhielt die vier heiligen Maahótse (Sacred Arrows) (meist: Mahuts – „Heilige Pfeile“, auch „Medizin Pfeile“ genannt) nahe dem heiligen Bear Butte in den Black Hills. Sweet Medicine organisierte die Cheyenne-Gesellschaft, etablierte die Militär-bzw. Kriegergesellschaften sowie das Council of Forty-Four (Rat der Vierundvierzig) und lehrte sie die Gesetze und Recht.
Der Só'taeo'o Kulturheros Tomȯsévėséhe (Tomosevsehe, früher auch: Tomsivsi, meist bekannt als Erect Horns) erhielt den Ésevone (meist bekannt als: Is'siwun – “Sacred (Buffalo) Hat, Buffalo Hat, Sacred Hat”, meist Sacred Buffalo Hat, alte Bezeichnung gleichbedeutend mit „Büffelherde“, „weiblicher Büffel“) oder Hóhkėha'e (neue Bezeichnung) in der Nähe ihres heiligen Berges Toh'nihvoos (“Stone Hammer Mountain”) im Gebiet der Great Lakes im heutigen Minnesota. Die Só'taeo'o vermittelten durch ihren Kulturheros den Tsétsêhéstâhese die Kulturtechniken und Zeremonien (wie den Sonnentanz) der Plains-Indianer, so dass diese nun als nomadische Bisonjäger in Véhkenȯtse / Tipis umherzogen – daher wurden die Só'taeo'o von den anderen Cheyenne Bands als Ésevonaho („Büffel-Volk“) bezeichnet.
Die Maahótse (Sacred Arrows) symbolisieren die männliche Macht (und das männliche Geschlecht) und der Ésevone / Hóhkėha'e (Sacred Buffalo Hat) repräsentiert hingegen die weibliche Macht (und das weibliche Geschlecht). Die Identität der Bands als geeinte Cheyenne Nation (Tsêhéstáno) ist daher durch einen starken positiven Dualismus oder Polarität geprägt, da für sie nur durch beide Stammessymbole – den Maahótse (Sacred Arrows) und dem Ésevone / Hóhkėha'e (Sacred Buffalo Hat) – gewährleistet ist, dass die Nation weiterbesteht und durch Ma'heo'o bzw. He'emo beschützt wird.
Das exakte Datum sowie der Verlauf dieser Ethnogenese sind nicht bekannt, jedoch zeigen die obigen Ausführungen, dass nicht nur die Sprache, Religion, Ethnie (oder gar Hautfarbe) – wie nach europäischem Verständnis – für die Bildung und Etablierung der Cheyenne Nation / Tsêhéstáno (Tsétsêhéstâhese, Só'taeo'o und Masikota) ausschlaggebend war, sondern meist gemeinsam angestrebte ökonomische, politische und militärische Ziele.

### Rat der Vierundvierzig
Die zehn politisch sowie religiös bedeutendsten Bands – die Notameohmésêhese (Notameohmésėhétaneo'o, auch einfach als Ȯhmésėhese / Ôhmésêheseo'o / Omísis bekannt), Oévemanaho (Oivimána / Oévemana, Nördliche und Südliche), Só'taeo'o / Só'taétaneo'o (Suhtai / Sutaio, Nördliche und Südliche), Heévâhetaneo'o (Hevhaitaneo), Hesé'omeétaneo'o (Hisiometaneo / Issiometaniu), Heviksnipahis (Iviststsinihpah, auch bekannt als wahre Tsétsêhéstâhese/Tsitsistas), Hónowa (Háovȯhnóvȧhese / Nėstamenóoheo'o), Masikota (in Lakotiyapi: Sheo), Oo'kóhta'oná (Ohktounna / Oqtóguna) und Wotápio (Wutapai) – hatten das Recht jeweils vier Häuptlinge als Delegierte und Repräsentanten zum Council of Forty-Four oder Rat der Vierundvierzig, dem traditionellen zentralen Regierungssystem der Cheyenne Nation zu senden.
Der Name Rat der Vierundvierzig verweist auf die Anzahl der Häuptlinge, die Sitz und Stimme in der Ratsversammlung hatten. Jeder der zehn oben genannten Bands entsandte vier Hauptdelegierte. Die übrigen vier Häuptlinge dienten als Berater der anderen Delegierten in Grundsatzfragen. Die Ratshäuptlinge wurden nicht gewählt, sondern bestimmten in der Regel alle vier Jahre ihre eigenen Nachfolger, die jeweils für zehn Jahre gewählt wurden und wiederum vom Rat bestätigt werden konnten. Der Rat bestand in der Regel aus älteren respektierten Männern, die über innere und äußere Angelegenheiten, die den gesamten Stamm betrafen, berieten und für alle Cheyenne bindende Entscheidungen fällten. Diese Entscheidungen befassten sich meist mit Kriegen oder Allianzen mit benachbarten Stämmen oder weißen Siedlern sowie Streitigkeiten zwischen den einzelnen Bands und Lokalgruppen. In den inneren Angelegenheiten der einzelnen Bands hatten die Ratsmitglieder keine Entscheidungsgewalt, sondern diese wurden von den traditionellen Häuptlingen der betroffenen Gruppen getroffen. Dieses System einer repräsentativen Demokratie war für die politischen Angelegenheiten nach innen und außen zuständig und durch ihre Kontrolle der Militärgesellschaften der Cheyenne, die entstanden waren, um Kriegszüge zu planen, Rechtsnormen durchzusetzen und Zeremonien anzuleiten, nachdem die Cheyenne in den Great Plains zu einer schweifenden Lebensweise übergegangen waren. Viele Häuptlinge wurden aus den Reihen der Militärgesellschaften gewählt, mussten aber ihre Mitgliedschaft bei ihrer Wahl in den Rat aufgeben. Neben dem Rat der Vierundvierzig waren die Militärgesellschaften die zweite zentrale exekutive (ausführende) Institution der Cheyenne.
Jedoch schwand der Einfluss des Rats der Vierundvierzig angesichts der inneren politischen Konflikte der Cheyenne hinsichtlich des Umgangs mit den auf den Plains auftauchenden weißen Siedler sowie durch das Sand-Creek-Massaker. Neben den schweren Verlusten an Menschenleben und materiellen Gütern der betroffenen Gruppen der Arapaho und Cheyenne, zerstörte das Massaker auch das traditionelle Regierungssystem der Cheyenne, da am Sand Creek acht Mitglieder des Rats der Vierundvierzig sowie mehrere Anführer der Militärgesellschaften den Tod fanden. Unter den getöteten Häuptlingen und Anführern befanden sich größtenteils diejenigen, die für Frieden mit den weißen Siedlern und der amerikanischen Regierung eingetreten waren. Dies bewirkte, dass sich die sozialen Spannungen sowie die politische Kluft zwischen den traditionellen Rat der Vierundvierzig und ihren Anhängern auf der einen Seite und den Militärgesellschaften, besonders den Dog Soldiers, auf der anderen, verstärkten. Für die Dog Soldiers bewies das Sand-Creek-Massaker die Naivität der Politik der Friedenshäuptlinge, indem diese mit den Weißen in Verhandlungen traten und Friedensverträge (Fort Laramie und Fort Wise) geschlossen hatten, und bestärkte sie in ihrer militanten Haltung gegenüber den Weißen.

### Männerbünde und Militärgesellschaften der Cheyenne
Wie bereits erwähnt, etablierte und benannte der Kulturheros bzw. Prophet Sweet Medicine die ersten vier Krieger- bzw. Militärgesellschaften der Cheyenne (pl. Nótȧxévėstotȯtse, sing. Nótȧxévestȯtse), die jeweils ihre eigenen Gesellschaftsgesänge (nótȧxénootȯtse) sowie Tänze hatten und durch den sog. Big War Chief Großen Kriegshäuptling (in Cheyenne: Nótȧxévėhoneve) – meist von vier bis sechs sogenannten Chief Soldiers (Véhonenótȧxeo'o) unterstützt und beraten – geführt wurden. Der „Große Kriegshäuptling“ wurde für eine Zeit von vier Jahren gewählt, und es wurde fast schon von ihm erwartet, diese Zeit nicht zu überleben, sondern tapfer in der Schlacht zu sterben. Sollte er wider Erwarten immer noch leben, kam es oftmals vor, dass er ein Gelöbnis ablegte, im nächsten Kampf gegen Feinde den Heldentod zu suchen – hierbei wurde ihm durch den Schamanen oftmals ein nur ihm eigenes Todeslied für den Kampf gedichtet. Jedoch war es nicht ungewöhnlich, dass die einzelnen Militärgesellschaften jeweils ihre eigenen Versionen dieser Kampflieder / Schlachtgesänge bzw. Todeslieder, falls der Krieger geschworen hatte, nicht mehr lebend heimzukehren, hatten. Über die Jahre entwickelten sich die einzelnen Gesellschaften weiter, veränderten sich oder entwickelten Zweige bzw. mit ihnen assoziierte weitere Gesellschaften. Wie bei vielen nordamerikanischen indigenen Völkern ist hierbei die Zahl Vier von besonderer symbolischer und religiöser Bedeutung.
Die vier ursprünglichen Kriegergesellschaften die von Sweet Medicine etabliert wurden, umfassten die (Kit) Fox, Elk, (Red) Shield und Bowstring:

#### Fox
Fox Warriors Society (Vóhkêséhetaneo'o oder Monêsóonetaneo'o), auch bekannt als Swift Fox Society oder Kitfox Society (Mótsėsóonetaneo'o oder Vóhkėséhetaneo'o, beide Namen bezeichneten sowohl die Swiftfüchse als auch die Kitfüchse). Diese älteste Kriegergesellschaft ist unter beiden – Nördlichen wie Südlichen Cheyenne – vertreten. Im Laufe der Zeit entwickelten sich zwei weitere Zweige: die Coyote Warriors Society (O'ôhoménotâxeo'o, abgel. von Ó'kȯhóme – „Kojote“). (laut Petter auch: Headed-lances) und die Flintmen Society (Motsêsóonetaneo'o), deren Mitglieder sich jedoch jeweils zugehörig zu einer Society betrachteten. Unter den Nördlichen Cheyenne waren stets die Kit Fox Soldiers die dominante und führende Kriegergesellschaft. Innerhalb der Moiseo / Moiseyu Band (Monsoni – “Flint Men”) dominierte die Flintmen Society, so dass diese sogar namensgebend für diese Band wurde. Unter den Heviksnipahis / Iviststsinihpah und Masikota Bands waren beide Zweige der Fox Warriors Society vertreten, daher waren viele Mitglieder aller drei genannten Cheyenne Bands eng mit Angehörigen der Kit Fox Society (in Lakota: Toka'la) Familien der Lakota-Sioux verwandt. Diese Society hatte mit den als Mótsėsóonetanénootȯtse bzw. Mónėsóonetanénootȯtse („Gesänge der Kitfox Society“) bezeichneten Gesängen (und den dazugehörigen Tänzen) – wie die anderen Militärgesellschaften auch – jeweils Gesänge und Tänze, die nur von ihr benutzt werden durften oder auf diese Art getanzt werden durften.

#### Elk
Elk Warriors Society auch bekannt als Elk Horn Scrapers (Hémo'eoxeso), Bone Scraper Society, Hoof Rattle, Crooked Lance, Headed Lance, Medicine Lance oder Blue Soldiers. Diese berühmte und für ihren Kampfesmut bekannte Kriegergesellschaft war unter den Nördlichen und Südlichen Cheyenne vertreten. Sie war die zweitälteste Society, ihr gehörten der berühmte Krieger Roman Nose (er war kein Häuptling und durfte zum Erstaunen der Amerikaner an keinen Verhandlungen teilnehmen) sowie das Cheyenne Halbblut George Bent an. Unter den Amerikanern meist als Crooked Lances Soldiers bekannt, besaßen sie vor dem Erstarken der Dog Warrior Society (Hotamétaneo'o) Anfang bis Mitte des 19. Jahrhunderts, eine gewisse Vorherrschaft innerhalb der stark von Rivalitäten und Konkurrenz geprägten Militärgesellschaften.

#### Shield
Shield Warriors Society (Ma'êhoohevaso), auch bekannt als Red Shield (Ma'ėhoohevase – “Redshields, lazy group”, wörtlich: “red-nails(shields)”). oder Red Fox (Ma'ėhóoheho – „Rotfüchse“). Ursprünglich unter beiden – Nördlichen wie Südlichen Cheyenne – vertreten, gibt es sie heute nur noch unter den Nördlichen Cheyenne. Die Buffalo Warriors (Hotóanótâxeo'o) oder Buffalo Bull oder einfach auch Bull Soldiers (Hotóanótȧxeo'o) genannt, sind ein Zweig der Shield Warriors Society. Unter den Amerikanern waren daher alle Angehörigen dieser Society einfach als Buffalo Soldiers bekannt.

#### Bowstring
Bowstring Men (Hema'tanónėheo'o, auch: Héma'tanóohese – “Bowstrings”, wörtlich: „Jene, die Bogensehnen haben“), auch bekannt als Owl Man’s Bowstring, da ein Cheyenne Krieger namens Owl Man diese – gegen die traditionelle Überlieferung – angeblich gegründet hat. Diese Kriegergesellschaft war ursprünglich ebenfalls unter beiden – Nördlichen wie Südlichen Cheyenne – vertreten, heute jedoch ist sie nur noch unter den Südlichen Cheyenne unter dem alternativen Namen als Wolf Warriors Society (Ho’néhenótâxeo'o) zu finden, die sich im 19. Jahrhundert aus den Bowstring Men auf Grund einer Vision eines Kriegers namens Owl Friend als südlicher Zweig entwickelte. Unter den Nördlichen Cheyenne nannten sich die Wolf Warriors später Crazy Dogs (Hotamémâsêhao'o) oder Foolish Dogs. Die Wolf Warriors hatten mit den Ho’néhenootȯtse („Gesänge der Wolf Warriors Society“) ihre eigenen Gesänge (und die dazugehörigen Tänze) entwickelt – während die Crazy Dogs mit den Hotamémȧsėhánootȯtse („Gesänge der Crazy Dogs Society“) ebenfalls nur von ihnen zu nutzenden Gesänge und Tänze entwickelten. Mitglieder beider Kriegergesellschaften – der Wolf Warriors Society (unter den Südlichen Cheyenne) und der Crazy Dogs (unter den Nördlichen Cheyenne) – betrachteten sich jedoch als Teil derselben Society, die ursprünglich Bowstring Men genannt wurde. Unter den Amerikanern waren daher alle Angehörigen dieser Society einfach als Bowstring Soldiers bekannt.
Wie bereits erwähnt, entwickelten sich die ursprünglichen vier Kriegergesellschaften weiter, bildeten Zweige und formierten sich neu – es entwickelten sich sogar neue Societies, die oftmals als fünfte und sechste Gesellschaften bezeichnet werden. Zur sogenannten fünften Gesellschaft zählen die Crazy Dogs sowie die berühmten Dog Warrior Society (Dog Soldiers).

#### Dog Warrior Society

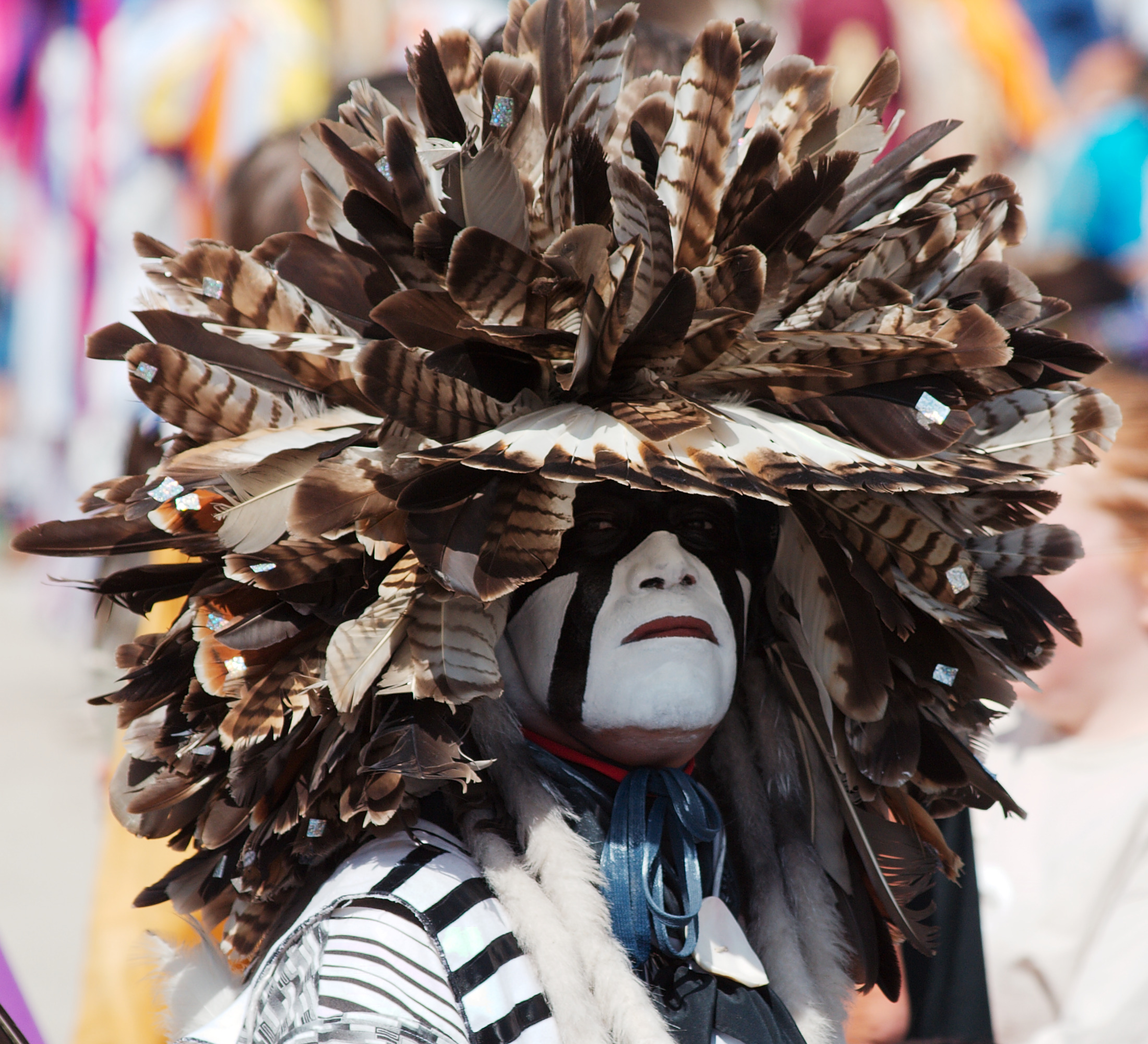
Eine moderne Ausführung der Kȧhkoeóeseo'o Kopfbedeckung heutiger Dog Soldiers während eines Powwow

Die Dog Warrior Society (Hotamétaneo'o), auch bekannt als Dog Men, wurde nach dem Entrücken vom Sweet Medicine auf Grund eines visionären Traums gegründet. Ursprünglich war sie ebenfalls unter beiden – den Nördlichen und Südlichen Cheyenne – zu finden, heute jedoch existiert sie nur noch unter den Südlichen Cheyenne. Zwischen 1838 und 1869 entwickelten sich die Dog Warriors zur größten und politisch mächtigsten Society unter den Cheyenne und nahmen führend an den letzten Kämpfen gegen die Amerikaner teil. Nach dem Tod fast der Hälfte der Südlichen Cheyenne sowie der fast völligen Vernichtung der Masikota und Oo'kóhta'oná / Ohktounna Bands durch die Cholera-Epidemie von 1849 schlossen sich die Überlebenden der beiden Bands den Dog Warriors an und diese fungierten danach innerhalb des Tipi-Rings der Cheyenne als Band der Südlichen Cheyenne. Während der Kämpfe spalteten sie sich vom eigentlichen Stammesverband ab und führten auf eigene Faust einen unerbittlichen Guerilla-Krieg ohne Rücksicht auf Beschlüsse oder Wünsche der anderen Bands. Nach der Niederlage von Summit Springs 1869 schlossen sie sich wieder den Südlichen Cheyenne an, ein kleiner Teil zog unter Tangle Hair zu den Nördlichen Cheyenne und nahm am sog. Cheyenne Outbreak (Cheyenne Exodus) unter Dull Knife (Motšėške Ȯhnėxāhpo, Übernahme der Lakota-Bezeichnung; Cheyenne-Name: Vóóhéhéve – „Morgenstern“) von 1878/1879 teil. Die meisten Dog Warriors verloren hierbei ihr Leben und verschmolzen daher vermutlich mit der unter den Nördlichen Cheyenne zahlreicheren Wolf Warriors Society und entwickelten sich später zu den Crazy Dogs. Diese Militärgesellschaft war und ist unter den Weißen die berühmteste Society und wurde im Englischen meist Dog Soldiers bzw. im Deutschen als Hundesoldaten bezeichnet. Zuvor besaß die Elk Warriors Society bzw. die Crooked Lances Soldiers innerhalb der Militärgesellschaften eine gewisse Vorherrschaft.

#### Crazy Dogs
Die Crazy Dogs (Hotamémâsêhao'o), auch bekannt als Foolish Dogs, entwickelten sich ursprünglich unter dem Namen Wolf Warriors Society (Ho’néhenótâxeo'o) als Zweig der Bowstring Men – bis sie später den Status einer eigenen Gesellschaft erlangten. Sie hat ähnliche Funktionen sowie Regeln wie die Bowstring Men, jedoch ist nur unter den Nördlichen Cheyenne zu finden. Unter diesen verschmolzen die Dog Warrior Society mit der Wolf Warriors Society und entwickelten sich zu einer neuen Society namens Crazy Dogs. Die Crazy Dogs werden von vielen als sechste Society statt als ein Zweig der fünften Society angesehen. Sie hatten – wie die anderen Militärgesellschaften auch – mit den Hotamémȧsėhánootȯtse („Gesänge der Crazy Dogs Society“) bezeichneten Gesängen (und den dazugehörigen Tänzen) jeweils Gesänge und Tänze, die nur von ihr benutzt werden durften oder auf diese Art getanzt werden durften. Zitat: “The...members imitate the coyote (in Cheyenne: ó'kȯhóme) in their power of endurance, cunning and activity. They outstrip their fellow tribesmen in running long distances, playing games, etc. There are about 150 warriors in the society, and a head chief”.
Als sogenannte sechste Gesellschaft werden oftmals die einander spirituell eng verwandten Hohnóhkao'o (etwa: „Jene, die konträr – im Gegenteil – handeln“, auch „Clowns“) – jedoch trotz Namensgleichheit nicht zu verwechselnden – Contrary Warriors Society (eine Militärgesellschaft) und die Contrary Society oder Clown Society (bestehend aus Contraries und Clowns, die sozial agierten) bezeichnet; alle drei Arten der Hohnóhkao'o hatten innerhalb der Cheyenne-Gesellschaft unterschiedliche Aufgaben und Pflichten wahrzunehmen. Die Contrary Warrior Society wurde allgemein als die sechste Militärgesellschaft angesehen und hatte ähnliche Funktionen wie die anderen Societies. Die Contraries und Clowns jedoch waren keine Militärgesellschaft, sondern hatten die Aufgabe, durch das Durchbrechen und Überschreiten der sozialen und gesellschaftlichen Norm – was nur ihnen erlaubt war – den Cheyenne die geltenden sozialen und religiösen Regeln und Tabus gerade durch ihr konträres Verhalten immer wieder vor Augen zu führen und zu verdeutlichen; hierbei standen sie bei ihren Handlungen und provokanten Sprüchen zugleich außerhalb der Sozialen Kontrolle – und festigten diese im gleichen Augenblick durch ihr Handeln. Am bekanntesten sind hierbei die vergleichbaren Heyoka der Lakota Sioux.

#### Contrary Warriors Society
Die Contrary Warriors Society (Plural: Hohnóhkao'o, Singular: Hohnohka) war auch bekannt als Inverted Bowstring Society, im Englischen oftmals auch als reverse reaction warriors („verkehrte Krieger bzw. konträr agierende Krieger“), im Deutschen als „Gegenteil-Krieger“ wiedergegeben. Ihre Mitglieder stellten ihren Mut unter Beweis, indem sie rückwärts (mit dem Rücken zum Feind) auf dem Pferd sitzend – sprich konträr zu allen anderen Kriegern – in die Schlacht zogen. Sie kannten eine heilige Verpflichtung, in dieser Weise zu sprechen und zu handeln. Ein Hohnohka („Gegenteil-Krieger“ / „verkehrter Krieger“) wurde nur ein Mann, dem der personifizierte Donner (Nonóma'e – „Donner-Gott“, manchmal als Donnervogel wiedergegeben) im Traum oder in einer Vision erschienen war.
Im Gegensatz zu anderen Kriegern waren diese in ständiger Kampfbereitschaft, verharrten aber auf Beobachtungsposten, solange ein Erfolg der anderen Krieger sicher schien. Der Hohnohka reagierte im Kriegsfall auf militärische Befehle mit einer gegenteiligen Reaktion: Wenn zum Beispiel das Signal zum Angriff kam, griffen seine Kameraden an, wohingegen der „Gegenteil-Krieger / verkehrte Krieger“ sich zurückzog. Und wenn der Befehl zum Rückzug kam, seine Kameraden den Kampf bereits aufgegeben hatten, dann griff der „Gegenteil-Krieger / verkehrte Krieger“ an.

#### Contrary Society
Die Contrary Society (Plural: Hohnóhkao'o, Singular: Hohnohka), auch bekannt als Clown Society. Ihre Gesellschaft war mit denselben spirituellen heiligen Mächten und Geistern verbunden wie die Kriegergesellschaft der Contrary Warriors Society. Sie war meist aus hochangesehenen und im Krieg erprobten und oftmals als Medizinmännern tätigen Ältesten zusammengesetzt und scheint eine ältere bzw. reifere Variation der Contrary Warriors Society zu sein. Sie hatten die Aufgabe, den Cheyenne die religiösen und kulturellen Gebote und Verbote mittels Humor, Sarkasmus und Satire zu veranschaulichen – meist traten sie hierbei in ihrer Rolle als Clown während einer Zeremonie, einer gesellschaftlichen Veranstaltung (wie heiligen Tänzen, Stammeszusammenkünften oder während des Sonnentanzes) auf. Als Clown zeigten sie die richtige und erwartete Lebensart und das richtige Verhalten, indem sie gerade konträr hierzu handelten; sie durften auch die bestehenden kulturellen Normen kritisieren oder in Frage stellen, jedoch nur mittels Parodie. Bei ihren Auftritten trugen sie nur für sie vorgesehene Clownskostüme, die entweder extrem lächerlich, ungehörig oder unschicklich war. Nach dem Ende einer Performance kehrte der jeweilige Clown in seine gewöhnliche Rolle innerhalb der sozialen Gruppe zurück, jedoch war er meist zusätzlich Mitglied einer informellen Society. Sie wurden von den Cheyenne trotz ihrer auf den ersten Blick antisozialen Handlungen hochgeachtet.
Neben den Clowns gab es noch die Contraries, deren gegensätzliches Verhalten keine Bindung an irgendwelche Performances, Rituale oder Kriege hatte. Die Contraries verhielten sich alltäglich konträr zu dem, was eigentlich als normal oder konventionell gilt. War es z. B. im Sommer heiß, hüllten sie sich in Winterkleidung und froren öffentlich – im Winter hingegen bekundeten sie zu „schwitzen“. Dabei benutzten sie eine „verkehrte Sprache“ (manchmal auch Rückwärtssprache genannt), bei der die tatsächliche Bedeutung umgekehrt gewendet wird. Zum Beispiel: „Nein“ heißt dann „Ja“, und „Hallo!“ bedeutet „Auf Wiedersehen!“. Diese verkehrte Sprache verlangt von den Contraries auch eine „umgekehrte Reaktion“, dass sie genau das Gegenteil machen, was andere Sprecher sagen oder von ihnen verlangen. Das gleiche gilt für diese ebenfalls – alle Aussagen der Contraries müssen von den Anderen umgekehrt gedeutet und ausgeführt werden; sagte ein Hohnohka zu seiner Frau “Wir haben noch genügend Brennholz”, bedeutete dies, dass die Frau neues Brennholz sammeln musste. In der Literatur wird diese Handlungsweise meist als Heyoka-Prinzip bezeichnet.

## Kulturgeschichte

### Lebensweise

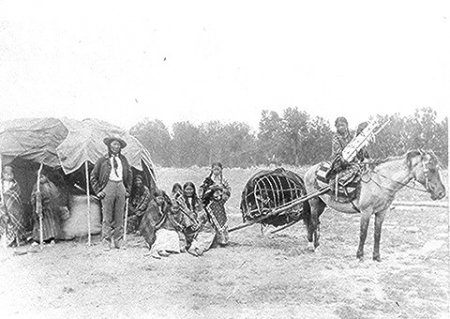
Nördliche Cheyenne mit Pferde-Traggestell (Travois), 1890

Wenn man ein lineares Geschichtsmodell zugrunde legt – es sind aber auch andere Entwicklungsmodelle denkbar –, dann kann die Kulturgeschichte der Cheyenne-Indianer während der vergangenen vier Jahrhunderte ganz grob in etwa vier Kulturepochen eingeteilt werden. Zunächst lebten die Vorfahren der Cheyenne als sesshaftes Volk von Feldbauern im westlichen Seengebiet (Kulturareal Nordöstliches Waldland), wo sie vor allem Mais und Bohnen anbauten. Als Nächstes nahmen sie im Gebiet der heutigen US-Bundesstaaten Minnesota und South Dakota ihren Wohnsitz, wo sie ihren Feldbau fortführten, aber bereits zur Jagd auf den Bison in den Great Plains übergingen. Während des dritten Stadiums gaben die Cheyenne ihre sesshafte Lebensweise als unspezialisierte Jäger und Feldbauern auf und gingen vollständig zur Bisonjagd des so genannten „Pferdekulturkomplexes“ über. Mit der völligen Aufgabe des Feldbaus und der Sesshaftigkeit schwand die gesellschaftliche Macht der Frauen. Das vierte Stadium bezeichnet die Reservationsphase mit erzwungener Sesshaftigkeit, dem Verlust der kollektiven Wirtschaftsbasis und der Abhängigkeit von Wohlfahrtsprogrammen. Für die Southern Cheyenne kommt die Privatisierung des kollektiven Landbesitzes durch das General-Allotment-Gesetz (Dawes Act) nach 1891 hinzu.

### Gesellschaftssystem
Im Hinblick auf das Gesellschaftssystem und die Verwandtschaftsorganisation der Cheyenne-Indianer besteht keine Einigkeit unter den Kulturanthropologen. Nachdem die Cheyenne die klassische Prärieindianer-Kultur angenommen hatten, besaßen sie ein bilaterales Verwandtschaftssystem (Bilateralität), bei dem die Abstammung sowohl über die väterliche wie die mütterliche Linie gerechnet wird. Einige Anthropologen wie John H. Moore meinen jedoch, dass die Cheyenne Spuren eines matrilinearen Verwandtschaftssystems (Matrilinearität) beibehalten hätten. Ob die Cheyenne jemals ein matrilineares Clan-System ausgebildet hatten oder ob es sich um eine Rückbildung in Krisenzeiten handelte, konnte bisher nicht schlüssig entschieden werden.

### Schöpfungsgeschichte und Kosmologie
Die Cheyenne haben einen obersten Gott, Heammawihio, der über ihnen lebt. Heammawihio (auch Maheo genannt) wird von den Cheyenne als der Schöpfer und Lehrer angesehen. Einst lebte Heammawihio unter den Menschen. Er lehrte sie die Herstellung von Pfeilen und Messern und die Jagd. Heammawihio zeigte ihnen auch, wie man Feuer macht und wie man Korn pflanzt und sich davon ernähren kann. Nachdem er ihnen alles beigebracht hatte, was nötig war, um auf der Erde leben zu können, stieg er in den Himmel auf, um von dort über die Cheyenne zu wachen. Und wenn ein Cheyenne stirbt, kommt er in den Himmel, um dort mit Heammawihio zu leben.
Neben Heammawihio gibt es in der Erde noch einen anderen Gott, Ahk tun o' wihio. Er lässt die Pflanzen wachsen, das Wasser fließen und sorgt dafür, dass der Boden fest ist, so dass die Menschen auf ihm laufen können. Außerdem gibt es noch die Geister der vier Himmelsrichtungen, die Nivstanivoo, die den Wind wehen lassen.
Der Sun Dance (Sonnentanz, die Cheyenne bezeichneten ihn als New Life Lodge) war eine zentrale Zeremonie der Cheyenne, die für ihre besonders strenge und sich gegenüber schonungslose Auslegung auf den Plains weithin berühmt waren. Der Sonnentanz fand in jedem Sommer statt und dauerte acht Tage. Den Tänzern waren mit einem Riemen über der Brust die Muskeln durchbohrt worden und während sie stundenlang tanzten, immer eine Pfeife dabei spielend und hierbei in die Sonne blickten, zogen und zerrten sie immer wieder an den Riemen, an denen sie hingen. Diese Tänze konnten sich tagelang hinziehen und hatten das Ziel, den Tänzer durch die ungeheuren Schmerzen und die Anstrengung in Trance zu versetzen, der Tänzer war erst erlöst, wenn der Riemen sich durch das dauernde Zerren aus der Brust löste. Die tagelangen Gebete, Tänze, Selbstkasteiungen und heiligen Zeremonien, die während des Sonnentanzes durchgeführt wurden, sollten das spirituelle Leben der Cheyenne und aller Lebewesen auf Erden erneuern.
Ebenfalls bedeutend für die Cheyenne war der Sacred Arrow Renewal Dance (= „Tanz zur Erneuerung der vier Heiligen Pfeile“), die einer Legende nach von Heammawihio / Maheo Sweet Medicine, dem traditionellen Helden und Propheten des Stammes, übergeben worden waren, anlässlich dessen vierjähriger Wallfahrt zum Heiligen Berg der Cheyenne, dem Bear Butte in der Nähe der Black Hills. Alle Heiligen Pfeile (auch bekannt als Medizin-Pfeile) werden Mahuts genannt, da sie Sweet Medicine von Maheo überreicht bekommen hatte. Zudem hatte er den Auftrag, den Cheyenne ihre heiligen Zeremonien, Gesänge, Tänze, Prophezeiungen sowie Magie zu lehren und somit für ein friedliches Zusammenleben innerhalb des Stammes zu sorgen. Den Heiligen Pfeilen wurden verschiedene Mächte zugeschrieben. Zwei wurden Buffalo Arrows genannt, da sie Kraft und Macht über Büffel und andere Tiere besaßen, durften aber nur in äußersten Notzeiten benutzt werden, da ihre Macht so groß war. Die Cheyenne glaubten, wenn man mit ihnen auf die betroffenen Tiere zeigte, würden diese nur noch im Kreis rennen, und so für die Jäger ein leichtes Ziel abgeben. Die beiden anderen wurden Man Arrows genannt und hatten die Kraft, das Lager gegen Feinde zu schützen, den Sieg im Kampf zu erzwingen sowie für einen erfolgreichen Raubzug zu sorgen. Vor einem Kampf oder einem Kriegs- und Raubzug zielte während einer Zeremonie der sog. Arrow Keeper mit den Pfeilen in Richtung des Feindes. Die Pfeile hatten die Macht, die gegnerischen Krieger zu blenden und diese somit im Kampf stark zu behindern.
Die vier Heiligen Pfeile – rot, weiß, gelb, und schwarz – wurden zusammen mit anderen sakralen Stammesobjekten im heiligen Medizinbündel aufbewahrt und versinnbildlichten die Einheit des gesamten Stammes. Hüter dieser heiligen Gegenstände waren die Südlichen Cheyenne. In regelmäßigen Abständen versammelten sich alle Gruppen der Cheyenne für diese Zeremonie, in der sie einige Rituale durchführten, um die Heiligen Pfeile zu erneuern und somit auch den gesamten Stamm.
Dagegen brachten die Sutai, die sich den Nördlichen Cheyenne anschlossen, den Sacred Buffalo Hat in den Norden mit, so dass sich im Norden wie im Süden je ein zentrales Heiligtum befand.
Der Animal Dance (= „Tiertanz“, von den Cheyenne Massaum genannt), auch von Sweet Medicine am Heiligen Berg erhalten und den Cheyenne gelehrt, war ein fünftägiger Tanz, der Erfolg für die Jäger bringen sollte. Dies war auch die einzige Zeremonie an deren Vorbereitungen Frauen beteiligt waren. Die Krieger verkleideten sich als Tiere und die Mitglieder der Bowstring Soldiers (auch Contrary Warriors genannt, da sie einen Eid geschworen hatten, alle Handlungen gegensätzlich zu machen) gaben vor, diese zu jagen, hierbei taten sie alles rückwärts, zur großen Belustigung aller. Der Animal Dance war die einzige jährliche Zusammenkunft aller Gruppen, die allein der Belustigung, dem Spaßen sowie Clownereien gewidmet war.
In letzter Zeit wurde auch der Peyote-Ritus innerhalb der Native American Church ein Teil des religiösen und spirituellen Lebens der Cheyenne. Die spirituelle Reinigung in einer Schwitzhütte vor der Peyote-Zeremonie und anderen Ritualen war und ist bedeutend. Zudem ist eine Wiederbelebung des Interesses an den alten Traditionen sowie der für deren Ausübung wichtigen Sprache der Cheyenne im Gange.

## Geschichte

### Wanderung aus dem Nordosten auf die Plains

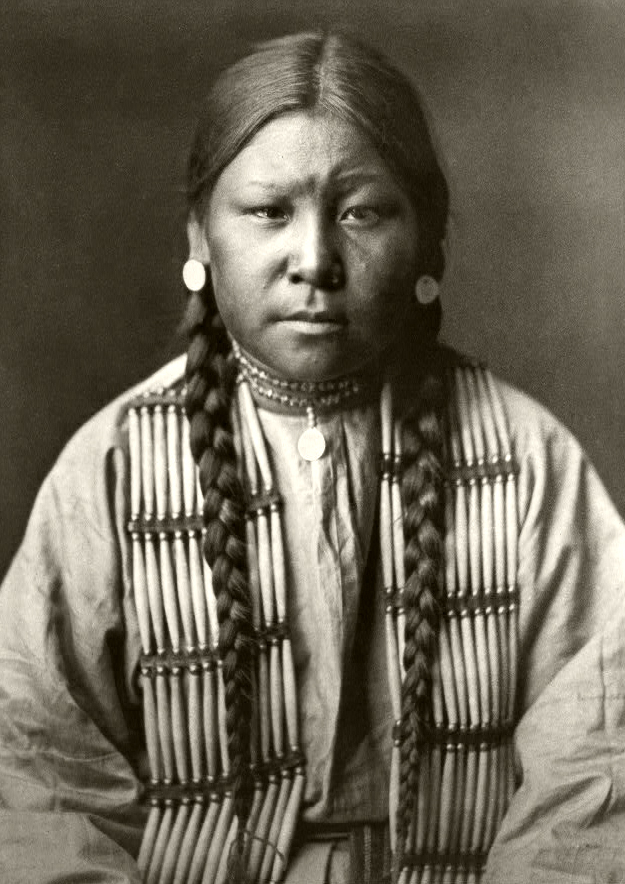
Mädchen der Cheyenne, Edward Curtis, 1911

Im 18. Jahrhundert kamen einige Indianerstämme durch europäische Siedler an Schusswaffen, was die Gleichgewichtsverhältnisse im ursprünglichen Cheyenne-Lebensraum durcheinanderbrachte. Von den Anishinabe (Ojibwe oder Chippewa) (Sáhea'eo'o) in die Flucht getrieben, zogen die Cheyenne erst in das heutige North Dakota und gegen Ende des 18. Jahrhunderts nach South Dakota und Colorado. In der neuen Heimat verlernten sie ihre Fähigkeiten im Ackerbau und Kunsthandwerk. Sie wurden zu Nomaden und zogen den riesigen Bisonherden der Prärie nach. Vermutlich stießen die Cheyenne am Missouri River auf die eng verwandten Só'taeo'o oder Sutaio (meist: Suhtai) und vereinten sich nach anfänglichen Feindseligkeiten mit ihnen.

### Interaktion mit anderen Stämmen
Die Cheyenne gehören neben den Lakota-Sioux, Blackfoot und Comanche zu den bekanntesten Völkern der nomadisierenden Plains-Indianer. Bevor sie in Reservaten sesshaft gemacht wurden, waren sie mit den sprachlich sowie kulturell eng verwandten Arapaho (Hetanevo'eo'o – „Himmels-Volk“, „Wolken-Volk“, wurden manchmal auch einfach Héstanėheo'o – „Volk, Stamm“ genannt) ein enges Handels- und Militärbündnis gegen feindliche und teils zahlenmäßig größere Stämme eingegangen, wie den Shoshone (Sósone'eo'o), Paiute (Vóhkoohévoomâheo'o – „in Kaninchenfelle gekleidetes Volk“) und Bannock (Panâhke'eo'o) und Ute (Mo'ȯhtávėhetaneo'o – „schwarzes (dunkelhäutiges) Volk“) des Great Basin, den Nez Perce (Otaesétaneo'o – “pierced-nose-people”) und Salish (Flathead) (Kâhkoestséataneo'o – “flat-headed-people”) des Columbia Plateaus, den Prärie-Stämmen der Osage (Oo'kóhtâxétaneo'o – “cut-hair-people”, auch Bezeichnung für die Kansa (Kaw)) und Pawnee (Ho’néhetaneo'o – „Wolfs-Volk“, bezugnehmend auf die Skidi-Föderation (Loup oder Wolf Pawnee)) sowie den Plains-Stämmen der Crow (Óoetaneo'o – „crow (bird)-people“), Blackfoot-Konföderation (Mo'ôhtávêhahtátaneo'o – “black-footed-people”), Gros Ventre (Hestóetaneo'o – „Jene die um Fleisch betteln“, „Schmarotzer“, auch: Môhónooneo'o – “scouting all over ones”), Assiniboine (Hóheeheo'o – „wrapped ones“ oder „Swaddled“, abgeleitet von der Lakoto/Dakota-Bezeichnung als Hóhe – „Rebellen“) sowie ihre späteren Verbündeten – die Lakota-Sioux (Ho'óhomo'eo'o – “the invited ones (to Cheyenne lands i. e. the Black Hills)”) (ab 1850), Kiowa (Vétapâhaetó'eo'o – “greasy-wood-people”), Plains Apache (Motsêhéonetaneo'o – “occupied camp people”) und Comanche (Šé'šenovotsétaneo'o – „Schlangen-Volk“) (ab 1840). Auch zu den weiter südlich lebenden verschiedenen Apache und Navajo (Diné) (Hotamó'keeho – “Indians from out west”; auch Sammelbezeichnung für Stämme des Südwestens und Great Basins) sowie den Tonkawa (Titska Watitch) (Mévavêheo'o – “eaters (that are, cannibal?)”) bestanden oftmals feindliche Beziehungen – insbesondere da ihre Verbündeten, die Arapaho – und später die mächtigen Kiowa, Plains-Apache und Comanche – deren erbitterte Feinde waren.
Hingegen unterhielten sie zusammen mit den Arapaho zu den sesshaften Sioux-sprachigen Hidatsa und Mandan (Tsé-heše'émâheónese – “People, who have dirt houses (that is, earth lodges” – „Volk das in Erdhäusern lebt“)) sowie zu den Caddo-sprachigen Arikara (Ónoneo'o) eine freundschaftliche Beziehung, die auf gegenseitigem Handel beruhte.

### Spaltung in Nördliche und Südliche Cheyenne
1833 wurde am oberen Arkansas River Bent’s Fort errichtet. Ein Teil der Cheyenne entschied sich, in dessen Nähe zu bleiben, daraus wurden die Südlichen Cheyenne, während die anderen weiter nach Norden, in das Gebiet des Yellowstone River und des North Platte River zogen – die Nördlichen Cheyenne. Diese Trennung wurde beim Vertrag von Fort Laramie 1868 festgehalten. Seitdem wird zwischen Nördlichen Cheyenne (Hotaméohmésêhese / Notameohmésêhese – „Nördliche Esser“, meist einfach Ohmésêhese / Ôhmésêheseo'o – „Esser“ bekannt) und Südlichen Cheyenne (Heévâhetaneo'o – “Roped People”, auch „Fur Men“ – „Volk des (Pelz)Handels“, meist einfach als Sówoniá – „das Südliche Volk“ oder “die Südlichen” bekannt) unterschieden.

### Schlachten und Massaker unter Beteiligung der Cheyenne
- Sand-Creek-Massaker (29. November 1864 im Colorado-Territorium): ein Winterlager am Big Sandy Creek (Pónoeo'hé'e), einem Nebenfluss des Arkansas River, von ca. 800 friedlichen Südlichen Cheyenne unter Häuptling Black Kettle (Mo'ôhtavetoo'o, ca. * 1803: † 1868) sowie einigen Südlichen Arapaho unter Chief Niwot (Left Hand(-ed), ca. * 1825; † 1864), wurden von insgesamt ca. 800 Mann der First Colorado Cavalry (Milizionäre), Third Colorado Cavalry und einer Kompanie der First New Mexico Volunteers (Milizionäre) unter John M. Chivington attackiert, ca. 70–163 Südliche Cheyenne und Arapaho – meist Frauen und Kinder – wurden hierbei getötet, der ebenfalls in der Nähe überwinternde Häuptling Little Raven (ca. * 1820; † 1889) der Südlichen Arapaho konnte nur entkommen, da er ein separates Winterlager aufgeschlagen hatte)
- Schlacht von Julesburg (7. Januar 1865 nahe Julesburg, Colorado): Als Vergeltung für das Sand-Creek-Massaker versammelten sich am 1. Januar 1865 am Cherry Creek (nahe dem heutigen St. Francis, Kansas) ca. 1000 Krieger der Hundesoldaten (Dog Warrior Society oder Hotamétaneo'o) der Südlichen Cheyenne, der Nördlichen Cheyenne unter Führung von Roman Nose (Vóhko'xénéhe, Woqini oder Woquini – wörtlich: Hook Nose, ca. * 1823, † 17. September 1868), der Nördlichen Arapaho und Brulé unter Spotted Tail sowie Oglala unter Pawnee Killer der Lakota; sie entschieden sich Julesburg am South Platte River anzugreifen, in der Schlacht besiegten die Stämme die 60 Soldaten und 40–50 Zivilisten des nahen Forts Rankin (später: Fort Sedgwick), töteten ca. 14 Soldaten und 4 Zivilisten und erlitten selbst keine Verluste; die nächsten Wochen plünderten sie Ranches und Postkutschen-Stationen entlang des South Platte River.
- Massaker am Washita (27. November 1868 nahe dem heutigen Cheyenne, Oklahoma): Das gemeinsame Winterlager am Washita River (Hoóxe'eo'hé'e – “Lodgepole River”) von ca. 250 Südlichen Cheyenne unter Black Kettle und Little Rock (Ho'honahke, ca. * 1805; † 1868), dem Häuptling der Wotapio Band, sowie einiger Südlicher Arapaho und Lakota, wurde trotz Friedensbeteuerungen von ca. 500 Soldaten des 7th Cavalry Regiment unter George Armstrong Custer und seinen Osage-Scouts angegriffen. Custer berichtete, er habe 103 Krieger getötet, laut Cheyenne jedoch nur ca. 11 Krieger sowie 19 Frauen und Kinder; Frauen und Kinder wurden ebenfalls getötet, die US-Truppen nahmen 53 Frauen und Kinder gefangen. Custer ließ zudem die meisten der 875 indianischen Mustangs erschießen, hierdurch wurden die Südlichen Cheyenne erheblich militärisch geschwächt, so dass viele sich hierauf in Reservationen niederließen.
- Schlacht am Little Bighorn (25.–26. Juli 1876 nahe dem Little Bighorn River im Montana-Territorium): ein riesiges Lager von etwa 900 bis 2.500 Kriegern der Lakota (alle sieben bands) unter der spirituellen Führung von Sitting Bull, von Lower Yanktonai (Hunkpatina) und Wahpekute unter Inkpaduta und Nördliche Cheyenne unter den Häuptlingen Two Moons (Éše'he Ôhnéšesêstsenoch, ca. * 1847; † 1917), Wooden Leg (Kâhamâxéveóhtáhe, ca. * 1858; † 1940) sowie dem Kriegshäuptling Lame White Man (Ve'ho'enohnenehe) wurde von 647 Soldaten des 7th Cavalry Regiment unter Custer angegriffen, 268 Soldaten wurden getötet – einschließlich Custer, 55 verwundet, zudem verloren mehrere Arikara und Crow-Scouts ihr Leben. Die siegreichen Lakota zerstreuten sich zunächst und stellten sich dann den US-Truppen in mehreren, mehr oder weniger unentschiedenen Gefechten. Nach einem harten Winter und ohne die Möglichkeiten, ihre Vorräte ausreichend zu ergänzen, mussten sie sich entweder in die Reservationen begeben oder nach Kanada ausweichen.

## Heutige Situation
Heute leben die Nördlichen Cheyenne im Südosten des US-Bundesstaats Montana in der Northern Cheyenne Indian Reservation. Die Südlichen Cheyenne leben zusammen mit den Südlichen Arapaho im Westen des US-Bundesstaats Oklahoma und besitzen unter der Bezeichnung The Cheyenne and Arapaho Tribes den offiziellen Status eines bundesstaatlich anerkannten Stammes (federally-recognized tribe).
1924 wurden die Cheyenne zu amerikanischen Staatsbürgern. Seit den 1970er Jahren wird ihnen das Recht auf die Ausübung ihrer Religion wieder zugestanden. Seit dieser Zeit haben die Cheyenne ihr Stammesbewusstsein wiederentdeckt und erinnern sich ihrer alten Sitten und Gebräuche.

## Demografie
Die Zahl der Cheyenne und Sutaio wird für 1780 auf 3500 geschätzt. 1904 zählte man 1900 Südliche Cheyenne und 1400 Nördliche Cheyenne. Nach der Volkszählung von 1990 gab es 6.591 Cheyenne, von denen noch 1.721 die Algonkin-Sprache Cheyenne sprachen. Die Gesamtbevölkerungszahl der Cheyenne und der Arapaho belief sich im Jahr 2008 auf 12.130 Menschen.

## Sprache
Das Cheyenne oder Tsêhésenêstsestôtse (vereinfachte Schreibweise: Tsisinstsistots) gehört genauso wie das Blackfoot (Ni'tsiitapipo'ahsin), das Gros Ventre (A'aninin oder Atsina) der feindlichen Blackfoot (Nitsitapii) und das Arapaho (Hinono'eiteen) sowie einige mit diesem assoziierte divergierende Dialekte der verbündeten Só'taeo'o (Sutaio oder Sutai) der Plains Algonkin-Regionalgruppe der Algonkin-Sprachfamilie an. Diese Untergruppe ist jedoch mehr kulturell und geografisch definiert als aufgrund sprachlicher Ähnlichkeit, da die Unterschiede zwischen den genannten Sprachen so stark sind, dass sich die Arapaho und Só'taeo'o, Blackfoot und Cheyenne gegenseitig nicht verständigen können, sondern früher durch die Zeichensprache auf den Plains kommunizierten. Heute wird Tsêhesenêstsestôtse (Cheyenne) noch von etwa 800 Cheyenne in dem Bundesstaat Oklahoma in den USA gesprochen.

## Bedeutung
Die Hauptstadt von Wyoming ist nach ihnen benannt, siehe Cheyenne (Wyoming), desgleichen die Ortschaft Cheyenne Wells in Colorado, ein Fluss in South Dakota (Cheyenne River), die Cheyenne Mountains in Colorado sowie Countys in Colorado, Nebraska und Kansas oder das ehemalige Cheyenne County.

## Häuptlinge und Anführer der Cheyenne Nation (Tsétsêhéstâhese, Só'taeo'o und Masikota)
- George Bent (Cheyenne-Name: Ho-my-ike; 1843–1918): war eines von vier Kindern - Mary (Cheyenne-Name: Ho-ka, *1838), Robert (Cheyenne-Name: Octavi-wee-his, *1840/41–1865) und Julia (Cheyenne-Name: Um-ah, *1847) - des Pelzhändlers William Bent und der Cheyenne Owl Woman und somit ein Tsėhésevé'ho'e ("Cheyenne-Weißer Mann"), Mitglied und Krieger der Kriegergesellschaft und Band Hundesoldaten (Dog Soldiers) der Südlichen Cheyenne, überlebte zusammen mit seinen Geschwistern das Sand-Creek-Massaker, kämpfte zusammen mit seinem Bruder Robert und Halbbruder Charles gegen die vorrückende Frontier, diente als Übersetzer und später als Historiker der Geschichte der Cheyenne. Sein Halbbruder Charles Bent wurde 1869 während der Schlacht von Summit Springs von Pawnee Scouts der US Army getötet.
- Black Kettle (Cheyenne-Name: Mo'ôhtavetoo'o, früher: Moke-tav-a-to; ca. 1803-†1868): Ursprünglich Mitglied der Nördlichen Só'taeo'o / Só'taétaneo'o Band der Nördlichen Cheyenne in den Black Hills, South Dakota, heiratete er später in die Wotápio/Wutapai Band (der Cheyenne-Kiowa Band mit Lakota-Wurzeln) der Südlichen Cheyenne ein; wurde 1854 Mitglied des Rats der Vierundvierzig und Häuptling der Wotápio/Wutapai Band, überlebte das Sand-Creek-Massaker und setzte sich gegenüber den Dog Soldiers und erbosten Stämmen weiterhin für Frieden ein, wurde jedoch vier Jahre später während des Massakers am Washita durch das 7th Cavalry Regiment unter George Armstrong Custer getötet.
- Morning Star (Cheyenne-Name: Vóóhéhéve – „Morgenstern“, verkürzt: Vóóhéve, Vohihiv, Wohihif, Lakota Sioux-Name: Tȟamílapȟéšni - „Sein großes stumpfes Messer“[21], daher besser bekannt unter der englischen Übersetzung des Lakota-Namens als Dull Knife, die Cheyenne übernahmen die unter Lakota und Weißen übliche Bezeichnung und nannten ihn gegenüber Außenstehenden ebenfalls Motšėške Ȯhnėxāhpo; 1810–1883): Oberhäuptling der Notameohmésêheseder Band der Nördlichen Cheyenne, durch seinen militärischen und passiven Widerstand für die Beibehaltung der nördlichen Stammesgebiete der Cheyenne erkämpfte er eine Reservation für die Nördlichen Cheyenne in ihrem traditionellen Territorium in Montana.
- Little Wolf (Cheyenne-Name: Ó'kôhómôxháahketa, korrekte Übersetzung: „Little Coyote (Kleiner Kojote)“; ca. 1820–1904): Häuptling der Nördlichen Só'taeo'o / Só'taétaneo'o Band, als "Sweet Medicine Chief" zugleich Hüter der vier heiligen Maahótse (Sacred Arrows) und einer der vier Häuptlinge (als "Old Man" bekannt) des Rats der Vierundvierzig, gehörte einer der vier ursprünglichen Kriegergesellschaften der Cheyenne, den Hémo'eoxeso (Elk Warriors Society oder Elk Horn Scrapers), die bei den US-Amerikanern meist als Crooked Lance Soldiers bekannt war, an.
- Roman Nose (Cheyenne-Name: Vóhko'xénéhe, korrekte Übersetzung: „Höckernase, Adlernase“, auch: Woqini, Woquini oder Woo-ka-nay; *um 1823 in Colorado-Territorium; † 17. September 1868): berühmter Krieger der Notameohmésêhese Band der Nördlichen Cheyenne, war ein unter indianischen Feinden und Verbündeten sowie bei den US-Amerikanern berühmter Krieger, gehörte ebenfalls einer der vier ursprünglichen Kriegergesellschaften der Cheyenne, den Hémo'eoxeso (Elk Warriors Society oder Elk Horn Scrapers), die bei den US-Amerikanern meist als Crooked Lance Soldiers bekannt war, an. Auf Grund seiner Berühmtheit waren die Amerikaner überrascht, als sie bei den Verhandlungen seitens der Cheyenne erfuhren, dass er nicht über die Autorität eines Häuptlings verfügte.
- Tall Bull (Cheyenne-Name: Hotóa'ôxháa'êstaestse - „Großer Büffel“; * 1830 – 11. Juli 1869): Häuptling der Cheyenne Dog Soldiers, wurde in der Battle of Summit Springs im Jahr 1867 getötet.
- Two Moons (Cheyenne-Name: Éše'he Ȯhnéšesėstse - „zwei Monde“, auch: Ishaynishus, auch bekannt als Ónonevóo'xénéhe - „Ree Roman Nose“ oder Mȧsėhávoo'xénéhe - Crazy Roman Nose; 1847–1917): nahm an der Schlacht am Rosebud Creek teil und war einer der militärischen Führer, die den Sieg bei Little Bighorn gegen die US-Armee erreichten. Er nahm an mehreren militärischen Auseinandersetzungen mit der US-Army teil.
- Wolf Robe (Cheyenne-Name: Ho'néhevotoomáhe; *1838/1841-†1910, Oklahoma): Häuptling der Südlichen Cheyenne und berühmter Friedensstifter.